# Napoleon Bonaparte i szachy

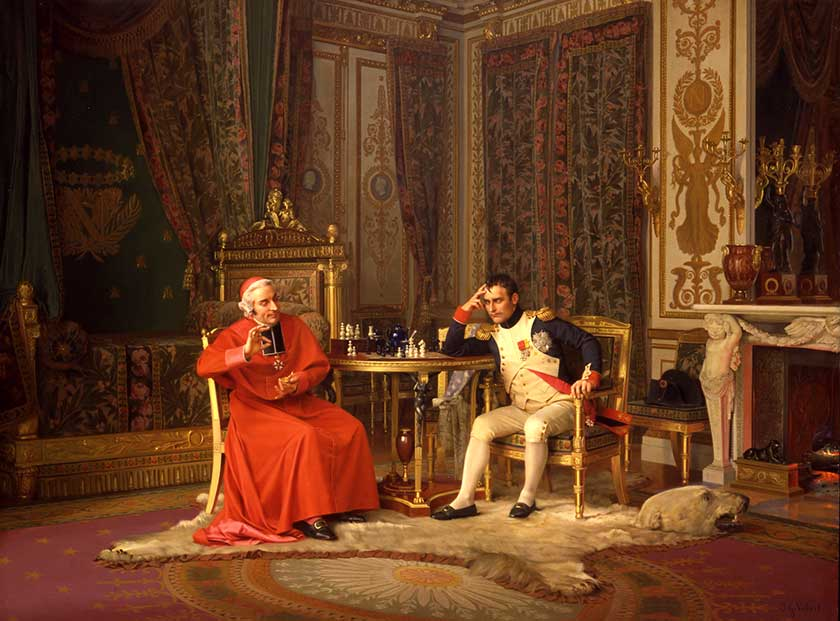
Jehan Georges Vibert, Szach

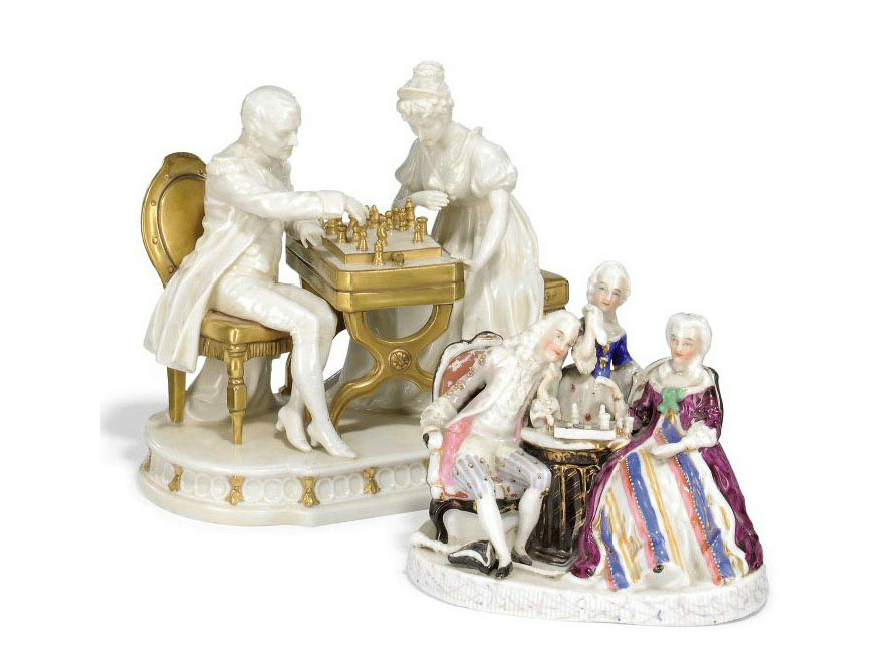
Napoleon i Józefina grają w szachy

Napoleon Bonaparte i szachy – temat, który przyciągnął historyków i szachistów, którzy poświęcili mu swoje badania. Cesarz Francuzów Napoleon Bonaparte grał w szachy przez całe życie. W szczególności od 1794 do 1795 roku, codziennie odwiedzał paryską „Café de la Régence”, oglądając partie lub grając. Zachowało się wiele świadectw osób bliskich Napoleonowi, które opowiadają o jego pasji do szachów. Kilka krótkich gier, które przetrwały do naszych czasów, jest ostrożnie przypisywanych Bonapartemu. 

## Historiografia
Pierwsze próby zebrania i podsumowania rozbieżnych wspomnień współczesnych o zamiłowaniu Napoleona do szachów podjęli redaktorzy magazynu „Le Palamède” w 1836 i 1839 roku, na czele którego stał wówczas słynny szachista i pisarz Louis de la Bourdonnais. Wydano dwie skromne notatki, które zwróciły uwagę opinii publicznej na ten temat. Współcześni historycy często zwracają uwagę na specyfikę zainteresowania Napoleona szachami. Polski krytyk filmowy i szachista Jerzy Giżycki poświęcił Napoleonowi dwie strony swojej książki „Z szachami przez wieki i kraje” o historii szachów, dając ogólny opis stylu szachowego cesarza: 

Napoleon natomiast, wbrew powszechnym mniemaniom, nie był dobrym szachistą. Jeszcze w młodzieńczym wieku, jako porucznik artylerii bywał częstym gościem w Café de la Régence w Paryżu walcząc na szachownicy. Zachował się dotąd stolik przy którym grywał. Grę prowadził śmiało. Szukał niezwykłych rozstrzygnięć, silnie emocjonował się. Przegrywając – często unosił się, rzucał deskę, przewracał figury. Martwiło go, że nie mógł opanować gry w sposób mistrzowski. Stąd też pochodzi jego powiedzenie o szachach, iż „są za trudne jako gra, a za mało poważne jako nauka lub sztuka”. Niemniej jednak ciągnęło go do gry. Będąc u szczytu swej kariery zarzucił szachy – zabierały za dużo czasu. Wolał szybsze warcaby, wzorując zresztą na nich swą taktykę na polach bitew. Będąc na zesłaniu na Wyspie Św. Heleny grywał w szachy sporo. Grywał, lecz nie podejrzewał nawet co zawierają w środku. Tajemnica wykryła się dopiero w wiele lat po jego śmierci. W 1933 r. na wystawie pamiątek po Napoleonie zorganizowanej w Austerlitz znalazły się wśród eksponatów – szachy z kości słoniowej i masy perłowej. Zostały one wykonane przez przyjaciół i miały wewnątrz paru figur ukryte plany ucieczki z wyspy. Szachy te jako prezent miał Napoleonowi doręczyć jeden z zaufanych oficerów, który jednak podczas podróży zmarł na statku, a prezent wręczyła inna osoba, nie znająca tajemnicy. Napoleon szachy odebrał, miał je do końca życia i zapisał w testamencie synowi. Zmieniały one właściciela, aż trafiły na wystawę.

 Solidny zbiór najwcześniejszych doniesień o pasji Napoleona do szachów został opracowany i przeanalizowany przez angielskiego historyka i szachistę Edwarda Wintera. Dwa artykuły o Napoleonie i szachach w jego życiu zostały napisane przez rosyjskiego dziennikarza i arcymistrza Jurija Awerbacha, który zauważa, że stałymi partnerami Napoleona w grach byli marszałkowie Joachim Murat i Louis-Alexandre Berthier oraz generał Henri Gatien Bertrand.

## Partie przypisywane Napoleonowi
|   | a | b | c | d | e | f | g | h |   |
| 8 | a8 – Czarna wieża · c8 – Czarny goniec · d8 – Czarny hetman · f8 – Czarny goniec · h8 – Czarna wieża · a7 – Czarny pionek · b7 – Czarny pionek · c7 – Czarny pionek · h7 – Czarny pionek · c6 – Czarny skoczek · g6 – Czarny pionek · h6 – Czarny skoczek · e5 – Czarny pionek · d4 – Czarny król · e4 – Biały skoczek · d3 – Biały hetman · h3 – Biały pionek · a2 – Biały pionek · b2 – Biały pionek · c2 – Biały pionek · d2 – Biały pionek · f2 – Biały pionek · g2 – Biały pionek · a1 – Biała wieża · c1 – Biały goniec · e1 – Biały król · h1 – Biała wieża | a8 – Czarna wieża · c8 – Czarny goniec · d8 – Czarny hetman · f8 – Czarny goniec · h8 – Czarna wieża · a7 – Czarny pionek · b7 – Czarny pionek · c7 – Czarny pionek · h7 – Czarny pionek · c6 – Czarny skoczek · g6 – Czarny pionek · h6 – Czarny skoczek · e5 – Czarny pionek · d4 – Czarny król · e4 – Biały skoczek · d3 – Biały hetman · h3 – Biały pionek · a2 – Biały pionek · b2 – Biały pionek · c2 – Biały pionek · d2 – Biały pionek · f2 – Biały pionek · g2 – Biały pionek · a1 – Biała wieża · c1 – Biały goniec · e1 – Biały król · h1 – Biała wieża | a8 – Czarna wieża · c8 – Czarny goniec · d8 – Czarny hetman · f8 – Czarny goniec · h8 – Czarna wieża · a7 – Czarny pionek · b7 – Czarny pionek · c7 – Czarny pionek · h7 – Czarny pionek · c6 – Czarny skoczek · g6 – Czarny pionek · h6 – Czarny skoczek · e5 – Czarny pionek · d4 – Czarny król · e4 – Biały skoczek · d3 – Biały hetman · h3 – Biały pionek · a2 – Biały pionek · b2 – Biały pionek · c2 – Biały pionek · d2 – Biały pionek · f2 – Biały pionek · g2 – Biały pionek · a1 – Biała wieża · c1 – Biały goniec · e1 – Biały król · h1 – Biała wieża | a8 – Czarna wieża · c8 – Czarny goniec · d8 – Czarny hetman · f8 – Czarny goniec · h8 – Czarna wieża · a7 – Czarny pionek · b7 – Czarny pionek · c7 – Czarny pionek · h7 – Czarny pionek · c6 – Czarny skoczek · g6 – Czarny pionek · h6 – Czarny skoczek · e5 – Czarny pionek · d4 – Czarny król · e4 – Biały skoczek · d3 – Biały hetman · h3 – Biały pionek · a2 – Biały pionek · b2 – Biały pionek · c2 – Biały pionek · d2 – Biały pionek · f2 – Biały pionek · g2 – Biały pionek · a1 – Biała wieża · c1 – Biały goniec · e1 – Biały król · h1 – Biała wieża | a8 – Czarna wieża · c8 – Czarny goniec · d8 – Czarny hetman · f8 – Czarny goniec · h8 – Czarna wieża · a7 – Czarny pionek · b7 – Czarny pionek · c7 – Czarny pionek · h7 – Czarny pionek · c6 – Czarny skoczek · g6 – Czarny pionek · h6 – Czarny skoczek · e5 – Czarny pionek · d4 – Czarny król · e4 – Biały skoczek · d3 – Biały hetman · h3 – Biały pionek · a2 – Biały pionek · b2 – Biały pionek · c2 – Biały pionek · d2 – Biały pionek · f2 – Biały pionek · g2 – Biały pionek · a1 – Biała wieża · c1 – Biały goniec · e1 – Biały król · h1 – Biała wieża | a8 – Czarna wieża · c8 – Czarny goniec · d8 – Czarny hetman · f8 – Czarny goniec · h8 – Czarna wieża · a7 – Czarny pionek · b7 – Czarny pionek · c7 – Czarny pionek · h7 – Czarny pionek · c6 – Czarny skoczek · g6 – Czarny pionek · h6 – Czarny skoczek · e5 – Czarny pionek · d4 – Czarny król · e4 – Biały skoczek · d3 – Biały hetman · h3 – Biały pionek · a2 – Biały pionek · b2 – Biały pionek · c2 – Biały pionek · d2 – Biały pionek · f2 – Biały pionek · g2 – Biały pionek · a1 – Biała wieża · c1 – Biały goniec · e1 – Biały król · h1 – Biała wieża | a8 – Czarna wieża · c8 – Czarny goniec · d8 – Czarny hetman · f8 – Czarny goniec · h8 – Czarna wieża · a7 – Czarny pionek · b7 – Czarny pionek · c7 – Czarny pionek · h7 – Czarny pionek · c6 – Czarny skoczek · g6 – Czarny pionek · h6 – Czarny skoczek · e5 – Czarny pionek · d4 – Czarny król · e4 – Biały skoczek · d3 – Biały hetman · h3 – Biały pionek · a2 – Biały pionek · b2 – Biały pionek · c2 – Biały pionek · d2 – Biały pionek · f2 – Biały pionek · g2 – Biały pionek · a1 – Biała wieża · c1 – Biały goniec · e1 – Biały król · h1 – Biała wieża | a8 – Czarna wieża · c8 – Czarny goniec · d8 – Czarny hetman · f8 – Czarny goniec · h8 – Czarna wieża · a7 – Czarny pionek · b7 – Czarny pionek · c7 – Czarny pionek · h7 – Czarny pionek · c6 – Czarny skoczek · g6 – Czarny pionek · h6 – Czarny skoczek · e5 – Czarny pionek · d4 – Czarny król · e4 – Biały skoczek · d3 – Biały hetman · h3 – Biały pionek · a2 – Biały pionek · b2 – Biały pionek · c2 – Biały pionek · d2 – Biały pionek · f2 – Biały pionek · g2 – Biały pionek · a1 – Biała wieża · c1 – Biały goniec · e1 – Biały król · h1 – Biała wieża | 8 |
| 7 | a8 – Czarna wieża · c8 – Czarny goniec · d8 – Czarny hetman · f8 – Czarny goniec · h8 – Czarna wieża · a7 – Czarny pionek · b7 – Czarny pionek · c7 – Czarny pionek · h7 – Czarny pionek · c6 – Czarny skoczek · g6 – Czarny pionek · h6 – Czarny skoczek · e5 – Czarny pionek · d4 – Czarny król · e4 – Biały skoczek · d3 – Biały hetman · h3 – Biały pionek · a2 – Biały pionek · b2 – Biały pionek · c2 – Biały pionek · d2 – Biały pionek · f2 – Biały pionek · g2 – Biały pionek · a1 – Biała wieża · c1 – Biały goniec · e1 – Biały król · h1 – Biała wieża | a8 – Czarna wieża · c8 – Czarny goniec · d8 – Czarny hetman · f8 – Czarny goniec · h8 – Czarna wieża · a7 – Czarny pionek · b7 – Czarny pionek · c7 – Czarny pionek · h7 – Czarny pionek · c6 – Czarny skoczek · g6 – Czarny pionek · h6 – Czarny skoczek · e5 – Czarny pionek · d4 – Czarny król · e4 – Biały skoczek · d3 – Biały hetman · h3 – Biały pionek · a2 – Biały pionek · b2 – Biały pionek · c2 – Biały pionek · d2 – Biały pionek · f2 – Biały pionek · g2 – Biały pionek · a1 – Biała wieża · c1 – Biały goniec · e1 – Biały król · h1 – Biała wieża | a8 – Czarna wieża · c8 – Czarny goniec · d8 – Czarny hetman · f8 – Czarny goniec · h8 – Czarna wieża · a7 – Czarny pionek · b7 – Czarny pionek · c7 – Czarny pionek · h7 – Czarny pionek · c6 – Czarny skoczek · g6 – Czarny pionek · h6 – Czarny skoczek · e5 – Czarny pionek · d4 – Czarny król · e4 – Biały skoczek · d3 – Biały hetman · h3 – Biały pionek · a2 – Biały pionek · b2 – Biały pionek · c2 – Biały pionek · d2 – Biały pionek · f2 – Biały pionek · g2 – Biały pionek · a1 – Biała wieża · c1 – Biały goniec · e1 – Biały król · h1 – Biała wieża | a8 – Czarna wieża · c8 – Czarny goniec · d8 – Czarny hetman · f8 – Czarny goniec · h8 – Czarna wieża · a7 – Czarny pionek · b7 – Czarny pionek · c7 – Czarny pionek · h7 – Czarny pionek · c6 – Czarny skoczek · g6 – Czarny pionek · h6 – Czarny skoczek · e5 – Czarny pionek · d4 – Czarny król · e4 – Biały skoczek · d3 – Biały hetman · h3 – Biały pionek · a2 – Biały pionek · b2 – Biały pionek · c2 – Biały pionek · d2 – Biały pionek · f2 – Biały pionek · g2 – Biały pionek · a1 – Biała wieża · c1 – Biały goniec · e1 – Biały król · h1 – Biała wieża | a8 – Czarna wieża · c8 – Czarny goniec · d8 – Czarny hetman · f8 – Czarny goniec · h8 – Czarna wieża · a7 – Czarny pionek · b7 – Czarny pionek · c7 – Czarny pionek · h7 – Czarny pionek · c6 – Czarny skoczek · g6 – Czarny pionek · h6 – Czarny skoczek · e5 – Czarny pionek · d4 – Czarny król · e4 – Biały skoczek · d3 – Biały hetman · h3 – Biały pionek · a2 – Biały pionek · b2 – Biały pionek · c2 – Biały pionek · d2 – Biały pionek · f2 – Biały pionek · g2 – Biały pionek · a1 – Biała wieża · c1 – Biały goniec · e1 – Biały król · h1 – Biała wieża | a8 – Czarna wieża · c8 – Czarny goniec · d8 – Czarny hetman · f8 – Czarny goniec · h8 – Czarna wieża · a7 – Czarny pionek · b7 – Czarny pionek · c7 – Czarny pionek · h7 – Czarny pionek · c6 – Czarny skoczek · g6 – Czarny pionek · h6 – Czarny skoczek · e5 – Czarny pionek · d4 – Czarny król · e4 – Biały skoczek · d3 – Biały hetman · h3 – Biały pionek · a2 – Biały pionek · b2 – Biały pionek · c2 – Biały pionek · d2 – Biały pionek · f2 – Biały pionek · g2 – Biały pionek · a1 – Biała wieża · c1 – Biały goniec · e1 – Biały król · h1 – Biała wieża | a8 – Czarna wieża · c8 – Czarny goniec · d8 – Czarny hetman · f8 – Czarny goniec · h8 – Czarna wieża · a7 – Czarny pionek · b7 – Czarny pionek · c7 – Czarny pionek · h7 – Czarny pionek · c6 – Czarny skoczek · g6 – Czarny pionek · h6 – Czarny skoczek · e5 – Czarny pionek · d4 – Czarny król · e4 – Biały skoczek · d3 – Biały hetman · h3 – Biały pionek · a2 – Biały pionek · b2 – Biały pionek · c2 – Biały pionek · d2 – Biały pionek · f2 – Biały pionek · g2 – Biały pionek · a1 – Biała wieża · c1 – Biały goniec · e1 – Biały król · h1 – Biała wieża | a8 – Czarna wieża · c8 – Czarny goniec · d8 – Czarny hetman · f8 – Czarny goniec · h8 – Czarna wieża · a7 – Czarny pionek · b7 – Czarny pionek · c7 – Czarny pionek · h7 – Czarny pionek · c6 – Czarny skoczek · g6 – Czarny pionek · h6 – Czarny skoczek · e5 – Czarny pionek · d4 – Czarny król · e4 – Biały skoczek · d3 – Biały hetman · h3 – Biały pionek · a2 – Biały pionek · b2 – Biały pionek · c2 – Biały pionek · d2 – Biały pionek · f2 – Biały pionek · g2 – Biały pionek · a1 – Biała wieża · c1 – Biały goniec · e1 – Biały król · h1 – Biała wieża | 7 |
| 6 | a8 – Czarna wieża · c8 – Czarny goniec · d8 – Czarny hetman · f8 – Czarny goniec · h8 – Czarna wieża · a7 – Czarny pionek · b7 – Czarny pionek · c7 – Czarny pionek · h7 – Czarny pionek · c6 – Czarny skoczek · g6 – Czarny pionek · h6 – Czarny skoczek · e5 – Czarny pionek · d4 – Czarny król · e4 – Biały skoczek · d3 – Biały hetman · h3 – Biały pionek · a2 – Biały pionek · b2 – Biały pionek · c2 – Biały pionek · d2 – Biały pionek · f2 – Biały pionek · g2 – Biały pionek · a1 – Biała wieża · c1 – Biały goniec · e1 – Biały król · h1 – Biała wieża | a8 – Czarna wieża · c8 – Czarny goniec · d8 – Czarny hetman · f8 – Czarny goniec · h8 – Czarna wieża · a7 – Czarny pionek · b7 – Czarny pionek · c7 – Czarny pionek · h7 – Czarny pionek · c6 – Czarny skoczek · g6 – Czarny pionek · h6 – Czarny skoczek · e5 – Czarny pionek · d4 – Czarny król · e4 – Biały skoczek · d3 – Biały hetman · h3 – Biały pionek · a2 – Biały pionek · b2 – Biały pionek · c2 – Biały pionek · d2 – Biały pionek · f2 – Biały pionek · g2 – Biały pionek · a1 – Biała wieża · c1 – Biały goniec · e1 – Biały król · h1 – Biała wieża | a8 – Czarna wieża · c8 – Czarny goniec · d8 – Czarny hetman · f8 – Czarny goniec · h8 – Czarna wieża · a7 – Czarny pionek · b7 – Czarny pionek · c7 – Czarny pionek · h7 – Czarny pionek · c6 – Czarny skoczek · g6 – Czarny pionek · h6 – Czarny skoczek · e5 – Czarny pionek · d4 – Czarny król · e4 – Biały skoczek · d3 – Biały hetman · h3 – Biały pionek · a2 – Biały pionek · b2 – Biały pionek · c2 – Biały pionek · d2 – Biały pionek · f2 – Biały pionek · g2 – Biały pionek · a1 – Biała wieża · c1 – Biały goniec · e1 – Biały król · h1 – Biała wieża | a8 – Czarna wieża · c8 – Czarny goniec · d8 – Czarny hetman · f8 – Czarny goniec · h8 – Czarna wieża · a7 – Czarny pionek · b7 – Czarny pionek · c7 – Czarny pionek · h7 – Czarny pionek · c6 – Czarny skoczek · g6 – Czarny pionek · h6 – Czarny skoczek · e5 – Czarny pionek · d4 – Czarny król · e4 – Biały skoczek · d3 – Biały hetman · h3 – Biały pionek · a2 – Biały pionek · b2 – Biały pionek · c2 – Biały pionek · d2 – Biały pionek · f2 – Biały pionek · g2 – Biały pionek · a1 – Biała wieża · c1 – Biały goniec · e1 – Biały król · h1 – Biała wieża | a8 – Czarna wieża · c8 – Czarny goniec · d8 – Czarny hetman · f8 – Czarny goniec · h8 – Czarna wieża · a7 – Czarny pionek · b7 – Czarny pionek · c7 – Czarny pionek · h7 – Czarny pionek · c6 – Czarny skoczek · g6 – Czarny pionek · h6 – Czarny skoczek · e5 – Czarny pionek · d4 – Czarny król · e4 – Biały skoczek · d3 – Biały hetman · h3 – Biały pionek · a2 – Biały pionek · b2 – Biały pionek · c2 – Biały pionek · d2 – Biały pionek · f2 – Biały pionek · g2 – Biały pionek · a1 – Biała wieża · c1 – Biały goniec · e1 – Biały król · h1 – Biała wieża | a8 – Czarna wieża · c8 – Czarny goniec · d8 – Czarny hetman · f8 – Czarny goniec · h8 – Czarna wieża · a7 – Czarny pionek · b7 – Czarny pionek · c7 – Czarny pionek · h7 – Czarny pionek · c6 – Czarny skoczek · g6 – Czarny pionek · h6 – Czarny skoczek · e5 – Czarny pionek · d4 – Czarny król · e4 – Biały skoczek · d3 – Biały hetman · h3 – Biały pionek · a2 – Biały pionek · b2 – Biały pionek · c2 – Biały pionek · d2 – Biały pionek · f2 – Biały pionek · g2 – Biały pionek · a1 – Biała wieża · c1 – Biały goniec · e1 – Biały król · h1 – Biała wieża | a8 – Czarna wieża · c8 – Czarny goniec · d8 – Czarny hetman · f8 – Czarny goniec · h8 – Czarna wieża · a7 – Czarny pionek · b7 – Czarny pionek · c7 – Czarny pionek · h7 – Czarny pionek · c6 – Czarny skoczek · g6 – Czarny pionek · h6 – Czarny skoczek · e5 – Czarny pionek · d4 – Czarny król · e4 – Biały skoczek · d3 – Biały hetman · h3 – Biały pionek · a2 – Biały pionek · b2 – Biały pionek · c2 – Biały pionek · d2 – Biały pionek · f2 – Biały pionek · g2 – Biały pionek · a1 – Biała wieża · c1 – Biały goniec · e1 – Biały król · h1 – Biała wieża | a8 – Czarna wieża · c8 – Czarny goniec · d8 – Czarny hetman · f8 – Czarny goniec · h8 – Czarna wieża · a7 – Czarny pionek · b7 – Czarny pionek · c7 – Czarny pionek · h7 – Czarny pionek · c6 – Czarny skoczek · g6 – Czarny pionek · h6 – Czarny skoczek · e5 – Czarny pionek · d4 – Czarny król · e4 – Biały skoczek · d3 – Biały hetman · h3 – Biały pionek · a2 – Biały pionek · b2 – Biały pionek · c2 – Biały pionek · d2 – Biały pionek · f2 – Biały pionek · g2 – Biały pionek · a1 – Biała wieża · c1 – Biały goniec · e1 – Biały król · h1 – Biała wieża | 6 |
| 5 | a8 – Czarna wieża · c8 – Czarny goniec · d8 – Czarny hetman · f8 – Czarny goniec · h8 – Czarna wieża · a7 – Czarny pionek · b7 – Czarny pionek · c7 – Czarny pionek · h7 – Czarny pionek · c6 – Czarny skoczek · g6 – Czarny pionek · h6 – Czarny skoczek · e5 – Czarny pionek · d4 – Czarny król · e4 – Biały skoczek · d3 – Biały hetman · h3 – Biały pionek · a2 – Biały pionek · b2 – Biały pionek · c2 – Biały pionek · d2 – Biały pionek · f2 – Biały pionek · g2 – Biały pionek · a1 – Biała wieża · c1 – Biały goniec · e1 – Biały król · h1 – Biała wieża | a8 – Czarna wieża · c8 – Czarny goniec · d8 – Czarny hetman · f8 – Czarny goniec · h8 – Czarna wieża · a7 – Czarny pionek · b7 – Czarny pionek · c7 – Czarny pionek · h7 – Czarny pionek · c6 – Czarny skoczek · g6 – Czarny pionek · h6 – Czarny skoczek · e5 – Czarny pionek · d4 – Czarny król · e4 – Biały skoczek · d3 – Biały hetman · h3 – Biały pionek · a2 – Biały pionek · b2 – Biały pionek · c2 – Biały pionek · d2 – Biały pionek · f2 – Biały pionek · g2 – Biały pionek · a1 – Biała wieża · c1 – Biały goniec · e1 – Biały król · h1 – Biała wieża | a8 – Czarna wieża · c8 – Czarny goniec · d8 – Czarny hetman · f8 – Czarny goniec · h8 – Czarna wieża · a7 – Czarny pionek · b7 – Czarny pionek · c7 – Czarny pionek · h7 – Czarny pionek · c6 – Czarny skoczek · g6 – Czarny pionek · h6 – Czarny skoczek · e5 – Czarny pionek · d4 – Czarny król · e4 – Biały skoczek · d3 – Biały hetman · h3 – Biały pionek · a2 – Biały pionek · b2 – Biały pionek · c2 – Biały pionek · d2 – Biały pionek · f2 – Biały pionek · g2 – Biały pionek · a1 – Biała wieża · c1 – Biały goniec · e1 – Biały król · h1 – Biała wieża | a8 – Czarna wieża · c8 – Czarny goniec · d8 – Czarny hetman · f8 – Czarny goniec · h8 – Czarna wieża · a7 – Czarny pionek · b7 – Czarny pionek · c7 – Czarny pionek · h7 – Czarny pionek · c6 – Czarny skoczek · g6 – Czarny pionek · h6 – Czarny skoczek · e5 – Czarny pionek · d4 – Czarny król · e4 – Biały skoczek · d3 – Biały hetman · h3 – Biały pionek · a2 – Biały pionek · b2 – Biały pionek · c2 – Biały pionek · d2 – Biały pionek · f2 – Biały pionek · g2 – Biały pionek · a1 – Biała wieża · c1 – Biały goniec · e1 – Biały król · h1 – Biała wieża | a8 – Czarna wieża · c8 – Czarny goniec · d8 – Czarny hetman · f8 – Czarny goniec · h8 – Czarna wieża · a7 – Czarny pionek · b7 – Czarny pionek · c7 – Czarny pionek · h7 – Czarny pionek · c6 – Czarny skoczek · g6 – Czarny pionek · h6 – Czarny skoczek · e5 – Czarny pionek · d4 – Czarny król · e4 – Biały skoczek · d3 – Biały hetman · h3 – Biały pionek · a2 – Biały pionek · b2 – Biały pionek · c2 – Biały pionek · d2 – Biały pionek · f2 – Biały pionek · g2 – Biały pionek · a1 – Biała wieża · c1 – Biały goniec · e1 – Biały król · h1 – Biała wieża | a8 – Czarna wieża · c8 – Czarny goniec · d8 – Czarny hetman · f8 – Czarny goniec · h8 – Czarna wieża · a7 – Czarny pionek · b7 – Czarny pionek · c7 – Czarny pionek · h7 – Czarny pionek · c6 – Czarny skoczek · g6 – Czarny pionek · h6 – Czarny skoczek · e5 – Czarny pionek · d4 – Czarny król · e4 – Biały skoczek · d3 – Biały hetman · h3 – Biały pionek · a2 – Biały pionek · b2 – Biały pionek · c2 – Biały pionek · d2 – Biały pionek · f2 – Biały pionek · g2 – Biały pionek · a1 – Biała wieża · c1 – Biały goniec · e1 – Biały król · h1 – Biała wieża | a8 – Czarna wieża · c8 – Czarny goniec · d8 – Czarny hetman · f8 – Czarny goniec · h8 – Czarna wieża · a7 – Czarny pionek · b7 – Czarny pionek · c7 – Czarny pionek · h7 – Czarny pionek · c6 – Czarny skoczek · g6 – Czarny pionek · h6 – Czarny skoczek · e5 – Czarny pionek · d4 – Czarny król · e4 – Biały skoczek · d3 – Biały hetman · h3 – Biały pionek · a2 – Biały pionek · b2 – Biały pionek · c2 – Biały pionek · d2 – Biały pionek · f2 – Biały pionek · g2 – Biały pionek · a1 – Biała wieża · c1 – Biały goniec · e1 – Biały król · h1 – Biała wieża | a8 – Czarna wieża · c8 – Czarny goniec · d8 – Czarny hetman · f8 – Czarny goniec · h8 – Czarna wieża · a7 – Czarny pionek · b7 – Czarny pionek · c7 – Czarny pionek · h7 – Czarny pionek · c6 – Czarny skoczek · g6 – Czarny pionek · h6 – Czarny skoczek · e5 – Czarny pionek · d4 – Czarny król · e4 – Biały skoczek · d3 – Biały hetman · h3 – Biały pionek · a2 – Biały pionek · b2 – Biały pionek · c2 – Biały pionek · d2 – Biały pionek · f2 – Biały pionek · g2 – Biały pionek · a1 – Biała wieża · c1 – Biały goniec · e1 – Biały król · h1 – Biała wieża | 5 |
| 4 | a8 – Czarna wieża · c8 – Czarny goniec · d8 – Czarny hetman · f8 – Czarny goniec · h8 – Czarna wieża · a7 – Czarny pionek · b7 – Czarny pionek · c7 – Czarny pionek · h7 – Czarny pionek · c6 – Czarny skoczek · g6 – Czarny pionek · h6 – Czarny skoczek · e5 – Czarny pionek · d4 – Czarny król · e4 – Biały skoczek · d3 – Biały hetman · h3 – Biały pionek · a2 – Biały pionek · b2 – Biały pionek · c2 – Biały pionek · d2 – Biały pionek · f2 – Biały pionek · g2 – Biały pionek · a1 – Biała wieża · c1 – Biały goniec · e1 – Biały król · h1 – Biała wieża | a8 – Czarna wieża · c8 – Czarny goniec · d8 – Czarny hetman · f8 – Czarny goniec · h8 – Czarna wieża · a7 – Czarny pionek · b7 – Czarny pionek · c7 – Czarny pionek · h7 – Czarny pionek · c6 – Czarny skoczek · g6 – Czarny pionek · h6 – Czarny skoczek · e5 – Czarny pionek · d4 – Czarny król · e4 – Biały skoczek · d3 – Biały hetman · h3 – Biały pionek · a2 – Biały pionek · b2 – Biały pionek · c2 – Biały pionek · d2 – Biały pionek · f2 – Biały pionek · g2 – Biały pionek · a1 – Biała wieża · c1 – Biały goniec · e1 – Biały król · h1 – Biała wieża | a8 – Czarna wieża · c8 – Czarny goniec · d8 – Czarny hetman · f8 – Czarny goniec · h8 – Czarna wieża · a7 – Czarny pionek · b7 – Czarny pionek · c7 – Czarny pionek · h7 – Czarny pionek · c6 – Czarny skoczek · g6 – Czarny pionek · h6 – Czarny skoczek · e5 – Czarny pionek · d4 – Czarny król · e4 – Biały skoczek · d3 – Biały hetman · h3 – Biały pionek · a2 – Biały pionek · b2 – Biały pionek · c2 – Biały pionek · d2 – Biały pionek · f2 – Biały pionek · g2 – Biały pionek · a1 – Biała wieża · c1 – Biały goniec · e1 – Biały król · h1 – Biała wieża | a8 – Czarna wieża · c8 – Czarny goniec · d8 – Czarny hetman · f8 – Czarny goniec · h8 – Czarna wieża · a7 – Czarny pionek · b7 – Czarny pionek · c7 – Czarny pionek · h7 – Czarny pionek · c6 – Czarny skoczek · g6 – Czarny pionek · h6 – Czarny skoczek · e5 – Czarny pionek · d4 – Czarny król · e4 – Biały skoczek · d3 – Biały hetman · h3 – Biały pionek · a2 – Biały pionek · b2 – Biały pionek · c2 – Biały pionek · d2 – Biały pionek · f2 – Biały pionek · g2 – Biały pionek · a1 – Biała wieża · c1 – Biały goniec · e1 – Biały król · h1 – Biała wieża | a8 – Czarna wieża · c8 – Czarny goniec · d8 – Czarny hetman · f8 – Czarny goniec · h8 – Czarna wieża · a7 – Czarny pionek · b7 – Czarny pionek · c7 – Czarny pionek · h7 – Czarny pionek · c6 – Czarny skoczek · g6 – Czarny pionek · h6 – Czarny skoczek · e5 – Czarny pionek · d4 – Czarny król · e4 – Biały skoczek · d3 – Biały hetman · h3 – Biały pionek · a2 – Biały pionek · b2 – Biały pionek · c2 – Biały pionek · d2 – Biały pionek · f2 – Biały pionek · g2 – Biały pionek · a1 – Biała wieża · c1 – Biały goniec · e1 – Biały król · h1 – Biała wieża | a8 – Czarna wieża · c8 – Czarny goniec · d8 – Czarny hetman · f8 – Czarny goniec · h8 – Czarna wieża · a7 – Czarny pionek · b7 – Czarny pionek · c7 – Czarny pionek · h7 – Czarny pionek · c6 – Czarny skoczek · g6 – Czarny pionek · h6 – Czarny skoczek · e5 – Czarny pionek · d4 – Czarny król · e4 – Biały skoczek · d3 – Biały hetman · h3 – Biały pionek · a2 – Biały pionek · b2 – Biały pionek · c2 – Biały pionek · d2 – Biały pionek · f2 – Biały pionek · g2 – Biały pionek · a1 – Biała wieża · c1 – Biały goniec · e1 – Biały król · h1 – Biała wieża | a8 – Czarna wieża · c8 – Czarny goniec · d8 – Czarny hetman · f8 – Czarny goniec · h8 – Czarna wieża · a7 – Czarny pionek · b7 – Czarny pionek · c7 – Czarny pionek · h7 – Czarny pionek · c6 – Czarny skoczek · g6 – Czarny pionek · h6 – Czarny skoczek · e5 – Czarny pionek · d4 – Czarny król · e4 – Biały skoczek · d3 – Biały hetman · h3 – Biały pionek · a2 – Biały pionek · b2 – Biały pionek · c2 – Biały pionek · d2 – Biały pionek · f2 – Biały pionek · g2 – Biały pionek · a1 – Biała wieża · c1 – Biały goniec · e1 – Biały król · h1 – Biała wieża | a8 – Czarna wieża · c8 – Czarny goniec · d8 – Czarny hetman · f8 – Czarny goniec · h8 – Czarna wieża · a7 – Czarny pionek · b7 – Czarny pionek · c7 – Czarny pionek · h7 – Czarny pionek · c6 – Czarny skoczek · g6 – Czarny pionek · h6 – Czarny skoczek · e5 – Czarny pionek · d4 – Czarny król · e4 – Biały skoczek · d3 – Biały hetman · h3 – Biały pionek · a2 – Biały pionek · b2 – Biały pionek · c2 – Biały pionek · d2 – Biały pionek · f2 – Biały pionek · g2 – Biały pionek · a1 – Biała wieża · c1 – Biały goniec · e1 – Biały król · h1 – Biała wieża | 4 |
| 3 | a8 – Czarna wieża · c8 – Czarny goniec · d8 – Czarny hetman · f8 – Czarny goniec · h8 – Czarna wieża · a7 – Czarny pionek · b7 – Czarny pionek · c7 – Czarny pionek · h7 – Czarny pionek · c6 – Czarny skoczek · g6 – Czarny pionek · h6 – Czarny skoczek · e5 – Czarny pionek · d4 – Czarny król · e4 – Biały skoczek · d3 – Biały hetman · h3 – Biały pionek · a2 – Biały pionek · b2 – Biały pionek · c2 – Biały pionek · d2 – Biały pionek · f2 – Biały pionek · g2 – Biały pionek · a1 – Biała wieża · c1 – Biały goniec · e1 – Biały król · h1 – Biała wieża | a8 – Czarna wieża · c8 – Czarny goniec · d8 – Czarny hetman · f8 – Czarny goniec · h8 – Czarna wieża · a7 – Czarny pionek · b7 – Czarny pionek · c7 – Czarny pionek · h7 – Czarny pionek · c6 – Czarny skoczek · g6 – Czarny pionek · h6 – Czarny skoczek · e5 – Czarny pionek · d4 – Czarny król · e4 – Biały skoczek · d3 – Biały hetman · h3 – Biały pionek · a2 – Biały pionek · b2 – Biały pionek · c2 – Biały pionek · d2 – Biały pionek · f2 – Biały pionek · g2 – Biały pionek · a1 – Biała wieża · c1 – Biały goniec · e1 – Biały król · h1 – Biała wieża | a8 – Czarna wieża · c8 – Czarny goniec · d8 – Czarny hetman · f8 – Czarny goniec · h8 – Czarna wieża · a7 – Czarny pionek · b7 – Czarny pionek · c7 – Czarny pionek · h7 – Czarny pionek · c6 – Czarny skoczek · g6 – Czarny pionek · h6 – Czarny skoczek · e5 – Czarny pionek · d4 – Czarny król · e4 – Biały skoczek · d3 – Biały hetman · h3 – Biały pionek · a2 – Biały pionek · b2 – Biały pionek · c2 – Biały pionek · d2 – Biały pionek · f2 – Biały pionek · g2 – Biały pionek · a1 – Biała wieża · c1 – Biały goniec · e1 – Biały król · h1 – Biała wieża | a8 – Czarna wieża · c8 – Czarny goniec · d8 – Czarny hetman · f8 – Czarny goniec · h8 – Czarna wieża · a7 – Czarny pionek · b7 – Czarny pionek · c7 – Czarny pionek · h7 – Czarny pionek · c6 – Czarny skoczek · g6 – Czarny pionek · h6 – Czarny skoczek · e5 – Czarny pionek · d4 – Czarny król · e4 – Biały skoczek · d3 – Biały hetman · h3 – Biały pionek · a2 – Biały pionek · b2 – Biały pionek · c2 – Biały pionek · d2 – Biały pionek · f2 – Biały pionek · g2 – Biały pionek · a1 – Biała wieża · c1 – Biały goniec · e1 – Biały król · h1 – Biała wieża | a8 – Czarna wieża · c8 – Czarny goniec · d8 – Czarny hetman · f8 – Czarny goniec · h8 – Czarna wieża · a7 – Czarny pionek · b7 – Czarny pionek · c7 – Czarny pionek · h7 – Czarny pionek · c6 – Czarny skoczek · g6 – Czarny pionek · h6 – Czarny skoczek · e5 – Czarny pionek · d4 – Czarny król · e4 – Biały skoczek · d3 – Biały hetman · h3 – Biały pionek · a2 – Biały pionek · b2 – Biały pionek · c2 – Biały pionek · d2 – Biały pionek · f2 – Biały pionek · g2 – Biały pionek · a1 – Biała wieża · c1 – Biały goniec · e1 – Biały król · h1 – Biała wieża | a8 – Czarna wieża · c8 – Czarny goniec · d8 – Czarny hetman · f8 – Czarny goniec · h8 – Czarna wieża · a7 – Czarny pionek · b7 – Czarny pionek · c7 – Czarny pionek · h7 – Czarny pionek · c6 – Czarny skoczek · g6 – Czarny pionek · h6 – Czarny skoczek · e5 – Czarny pionek · d4 – Czarny król · e4 – Biały skoczek · d3 – Biały hetman · h3 – Biały pionek · a2 – Biały pionek · b2 – Biały pionek · c2 – Biały pionek · d2 – Biały pionek · f2 – Biały pionek · g2 – Biały pionek · a1 – Biała wieża · c1 – Biały goniec · e1 – Biały król · h1 – Biała wieża | a8 – Czarna wieża · c8 – Czarny goniec · d8 – Czarny hetman · f8 – Czarny goniec · h8 – Czarna wieża · a7 – Czarny pionek · b7 – Czarny pionek · c7 – Czarny pionek · h7 – Czarny pionek · c6 – Czarny skoczek · g6 – Czarny pionek · h6 – Czarny skoczek · e5 – Czarny pionek · d4 – Czarny król · e4 – Biały skoczek · d3 – Biały hetman · h3 – Biały pionek · a2 – Biały pionek · b2 – Biały pionek · c2 – Biały pionek · d2 – Biały pionek · f2 – Biały pionek · g2 – Biały pionek · a1 – Biała wieża · c1 – Biały goniec · e1 – Biały król · h1 – Biała wieża | a8 – Czarna wieża · c8 – Czarny goniec · d8 – Czarny hetman · f8 – Czarny goniec · h8 – Czarna wieża · a7 – Czarny pionek · b7 – Czarny pionek · c7 – Czarny pionek · h7 – Czarny pionek · c6 – Czarny skoczek · g6 – Czarny pionek · h6 – Czarny skoczek · e5 – Czarny pionek · d4 – Czarny król · e4 – Biały skoczek · d3 – Biały hetman · h3 – Biały pionek · a2 – Biały pionek · b2 – Biały pionek · c2 – Biały pionek · d2 – Biały pionek · f2 – Biały pionek · g2 – Biały pionek · a1 – Biała wieża · c1 – Biały goniec · e1 – Biały król · h1 – Biała wieża | 3 |
| 2 | a8 – Czarna wieża · c8 – Czarny goniec · d8 – Czarny hetman · f8 – Czarny goniec · h8 – Czarna wieża · a7 – Czarny pionek · b7 – Czarny pionek · c7 – Czarny pionek · h7 – Czarny pionek · c6 – Czarny skoczek · g6 – Czarny pionek · h6 – Czarny skoczek · e5 – Czarny pionek · d4 – Czarny król · e4 – Biały skoczek · d3 – Biały hetman · h3 – Biały pionek · a2 – Biały pionek · b2 – Biały pionek · c2 – Biały pionek · d2 – Biały pionek · f2 – Biały pionek · g2 – Biały pionek · a1 – Biała wieża · c1 – Biały goniec · e1 – Biały król · h1 – Biała wieża | a8 – Czarna wieża · c8 – Czarny goniec · d8 – Czarny hetman · f8 – Czarny goniec · h8 – Czarna wieża · a7 – Czarny pionek · b7 – Czarny pionek · c7 – Czarny pionek · h7 – Czarny pionek · c6 – Czarny skoczek · g6 – Czarny pionek · h6 – Czarny skoczek · e5 – Czarny pionek · d4 – Czarny król · e4 – Biały skoczek · d3 – Biały hetman · h3 – Biały pionek · a2 – Biały pionek · b2 – Biały pionek · c2 – Biały pionek · d2 – Biały pionek · f2 – Biały pionek · g2 – Biały pionek · a1 – Biała wieża · c1 – Biały goniec · e1 – Biały król · h1 – Biała wieża | a8 – Czarna wieża · c8 – Czarny goniec · d8 – Czarny hetman · f8 – Czarny goniec · h8 – Czarna wieża · a7 – Czarny pionek · b7 – Czarny pionek · c7 – Czarny pionek · h7 – Czarny pionek · c6 – Czarny skoczek · g6 – Czarny pionek · h6 – Czarny skoczek · e5 – Czarny pionek · d4 – Czarny król · e4 – Biały skoczek · d3 – Biały hetman · h3 – Biały pionek · a2 – Biały pionek · b2 – Biały pionek · c2 – Biały pionek · d2 – Biały pionek · f2 – Biały pionek · g2 – Biały pionek · a1 – Biała wieża · c1 – Biały goniec · e1 – Biały król · h1 – Biała wieża | a8 – Czarna wieża · c8 – Czarny goniec · d8 – Czarny hetman · f8 – Czarny goniec · h8 – Czarna wieża · a7 – Czarny pionek · b7 – Czarny pionek · c7 – Czarny pionek · h7 – Czarny pionek · c6 – Czarny skoczek · g6 – Czarny pionek · h6 – Czarny skoczek · e5 – Czarny pionek · d4 – Czarny król · e4 – Biały skoczek · d3 – Biały hetman · h3 – Biały pionek · a2 – Biały pionek · b2 – Biały pionek · c2 – Biały pionek · d2 – Biały pionek · f2 – Biały pionek · g2 – Biały pionek · a1 – Biała wieża · c1 – Biały goniec · e1 – Biały król · h1 – Biała wieża | a8 – Czarna wieża · c8 – Czarny goniec · d8 – Czarny hetman · f8 – Czarny goniec · h8 – Czarna wieża · a7 – Czarny pionek · b7 – Czarny pionek · c7 – Czarny pionek · h7 – Czarny pionek · c6 – Czarny skoczek · g6 – Czarny pionek · h6 – Czarny skoczek · e5 – Czarny pionek · d4 – Czarny król · e4 – Biały skoczek · d3 – Biały hetman · h3 – Biały pionek · a2 – Biały pionek · b2 – Biały pionek · c2 – Biały pionek · d2 – Biały pionek · f2 – Biały pionek · g2 – Biały pionek · a1 – Biała wieża · c1 – Biały goniec · e1 – Biały król · h1 – Biała wieża | a8 – Czarna wieża · c8 – Czarny goniec · d8 – Czarny hetman · f8 – Czarny goniec · h8 – Czarna wieża · a7 – Czarny pionek · b7 – Czarny pionek · c7 – Czarny pionek · h7 – Czarny pionek · c6 – Czarny skoczek · g6 – Czarny pionek · h6 – Czarny skoczek · e5 – Czarny pionek · d4 – Czarny król · e4 – Biały skoczek · d3 – Biały hetman · h3 – Biały pionek · a2 – Biały pionek · b2 – Biały pionek · c2 – Biały pionek · d2 – Biały pionek · f2 – Biały pionek · g2 – Biały pionek · a1 – Biała wieża · c1 – Biały goniec · e1 – Biały król · h1 – Biała wieża | a8 – Czarna wieża · c8 – Czarny goniec · d8 – Czarny hetman · f8 – Czarny goniec · h8 – Czarna wieża · a7 – Czarny pionek · b7 – Czarny pionek · c7 – Czarny pionek · h7 – Czarny pionek · c6 – Czarny skoczek · g6 – Czarny pionek · h6 – Czarny skoczek · e5 – Czarny pionek · d4 – Czarny król · e4 – Biały skoczek · d3 – Biały hetman · h3 – Biały pionek · a2 – Biały pionek · b2 – Biały pionek · c2 – Biały pionek · d2 – Biały pionek · f2 – Biały pionek · g2 – Biały pionek · a1 – Biała wieża · c1 – Biały goniec · e1 – Biały król · h1 – Biała wieża | a8 – Czarna wieża · c8 – Czarny goniec · d8 – Czarny hetman · f8 – Czarny goniec · h8 – Czarna wieża · a7 – Czarny pionek · b7 – Czarny pionek · c7 – Czarny pionek · h7 – Czarny pionek · c6 – Czarny skoczek · g6 – Czarny pionek · h6 – Czarny skoczek · e5 – Czarny pionek · d4 – Czarny król · e4 – Biały skoczek · d3 – Biały hetman · h3 – Biały pionek · a2 – Biały pionek · b2 – Biały pionek · c2 – Biały pionek · d2 – Biały pionek · f2 – Biały pionek · g2 – Biały pionek · a1 – Biała wieża · c1 – Biały goniec · e1 – Biały król · h1 – Biała wieża | 2 |
| 1 | a8 – Czarna wieża · c8 – Czarny goniec · d8 – Czarny hetman · f8 – Czarny goniec · h8 – Czarna wieża · a7 – Czarny pionek · b7 – Czarny pionek · c7 – Czarny pionek · h7 – Czarny pionek · c6 – Czarny skoczek · g6 – Czarny pionek · h6 – Czarny skoczek · e5 – Czarny pionek · d4 – Czarny król · e4 – Biały skoczek · d3 – Biały hetman · h3 – Biały pionek · a2 – Biały pionek · b2 – Biały pionek · c2 – Biały pionek · d2 – Biały pionek · f2 – Biały pionek · g2 – Biały pionek · a1 – Biała wieża · c1 – Biały goniec · e1 – Biały król · h1 – Biała wieża | a8 – Czarna wieża · c8 – Czarny goniec · d8 – Czarny hetman · f8 – Czarny goniec · h8 – Czarna wieża · a7 – Czarny pionek · b7 – Czarny pionek · c7 – Czarny pionek · h7 – Czarny pionek · c6 – Czarny skoczek · g6 – Czarny pionek · h6 – Czarny skoczek · e5 – Czarny pionek · d4 – Czarny król · e4 – Biały skoczek · d3 – Biały hetman · h3 – Biały pionek · a2 – Biały pionek · b2 – Biały pionek · c2 – Biały pionek · d2 – Biały pionek · f2 – Biały pionek · g2 – Biały pionek · a1 – Biała wieża · c1 – Biały goniec · e1 – Biały król · h1 – Biała wieża | a8 – Czarna wieża · c8 – Czarny goniec · d8 – Czarny hetman · f8 – Czarny goniec · h8 – Czarna wieża · a7 – Czarny pionek · b7 – Czarny pionek · c7 – Czarny pionek · h7 – Czarny pionek · c6 – Czarny skoczek · g6 – Czarny pionek · h6 – Czarny skoczek · e5 – Czarny pionek · d4 – Czarny król · e4 – Biały skoczek · d3 – Biały hetman · h3 – Biały pionek · a2 – Biały pionek · b2 – Biały pionek · c2 – Biały pionek · d2 – Biały pionek · f2 – Biały pionek · g2 – Biały pionek · a1 – Biała wieża · c1 – Biały goniec · e1 – Biały król · h1 – Biała wieża | a8 – Czarna wieża · c8 – Czarny goniec · d8 – Czarny hetman · f8 – Czarny goniec · h8 – Czarna wieża · a7 – Czarny pionek · b7 – Czarny pionek · c7 – Czarny pionek · h7 – Czarny pionek · c6 – Czarny skoczek · g6 – Czarny pionek · h6 – Czarny skoczek · e5 – Czarny pionek · d4 – Czarny król · e4 – Biały skoczek · d3 – Biały hetman · h3 – Biały pionek · a2 – Biały pionek · b2 – Biały pionek · c2 – Biały pionek · d2 – Biały pionek · f2 – Biały pionek · g2 – Biały pionek · a1 – Biała wieża · c1 – Biały goniec · e1 – Biały król · h1 – Biała wieża | a8 – Czarna wieża · c8 – Czarny goniec · d8 – Czarny hetman · f8 – Czarny goniec · h8 – Czarna wieża · a7 – Czarny pionek · b7 – Czarny pionek · c7 – Czarny pionek · h7 – Czarny pionek · c6 – Czarny skoczek · g6 – Czarny pionek · h6 – Czarny skoczek · e5 – Czarny pionek · d4 – Czarny król · e4 – Biały skoczek · d3 – Biały hetman · h3 – Biały pionek · a2 – Biały pionek · b2 – Biały pionek · c2 – Biały pionek · d2 – Biały pionek · f2 – Biały pionek · g2 – Biały pionek · a1 – Biała wieża · c1 – Biały goniec · e1 – Biały król · h1 – Biała wieża | a8 – Czarna wieża · c8 – Czarny goniec · d8 – Czarny hetman · f8 – Czarny goniec · h8 – Czarna wieża · a7 – Czarny pionek · b7 – Czarny pionek · c7 – Czarny pionek · h7 – Czarny pionek · c6 – Czarny skoczek · g6 – Czarny pionek · h6 – Czarny skoczek · e5 – Czarny pionek · d4 – Czarny król · e4 – Biały skoczek · d3 – Biały hetman · h3 – Biały pionek · a2 – Biały pionek · b2 – Biały pionek · c2 – Biały pionek · d2 – Biały pionek · f2 – Biały pionek · g2 – Biały pionek · a1 – Biała wieża · c1 – Biały goniec · e1 – Biały król · h1 – Biała wieża | a8 – Czarna wieża · c8 – Czarny goniec · d8 – Czarny hetman · f8 – Czarny goniec · h8 – Czarna wieża · a7 – Czarny pionek · b7 – Czarny pionek · c7 – Czarny pionek · h7 – Czarny pionek · c6 – Czarny skoczek · g6 – Czarny pionek · h6 – Czarny skoczek · e5 – Czarny pionek · d4 – Czarny król · e4 – Biały skoczek · d3 – Biały hetman · h3 – Biały pionek · a2 – Biały pionek · b2 – Biały pionek · c2 – Biały pionek · d2 – Biały pionek · f2 – Biały pionek · g2 – Biały pionek · a1 – Biała wieża · c1 – Biały goniec · e1 – Biały król · h1 – Biała wieża | a8 – Czarna wieża · c8 – Czarny goniec · d8 – Czarny hetman · f8 – Czarny goniec · h8 – Czarna wieża · a7 – Czarny pionek · b7 – Czarny pionek · c7 – Czarny pionek · h7 – Czarny pionek · c6 – Czarny skoczek · g6 – Czarny pionek · h6 – Czarny skoczek · e5 – Czarny pionek · d4 – Czarny król · e4 – Biały skoczek · d3 – Biały hetman · h3 – Biały pionek · a2 – Biały pionek · b2 – Biały pionek · c2 – Biały pionek · d2 – Biały pionek · f2 – Biały pionek · g2 – Biały pionek · a1 – Biała wieża · c1 – Biały goniec · e1 – Biały król · h1 – Biała wieża | 1 |
|   | a | b | c | d | e | f | g | h |   |

|   | a | b | c | d | e | f | g | h |   |
| 8 | a8 – Czarna wieża · e8 – Czarny król · h8 – Czarna wieża · a7 – Czarny pionek · b7 – Czarny pionek · c7 – Czarny pionek · f7 – Czarny pionek · g7 – Czarny pionek · h7 – Czarny pionek · d6 – Czarny pionek · e5 – Czarny pionek · e4 – Biały pionek · a3 – Biały pionek · b3 – Biały goniec · c3 – Biały pionek · d3 – Biały pionek · c2 – Biały pionek · e2 – Czarny hetman · a1 – Biała wieża · c1 – Biały goniec · e1 – Biały król · g1 – Czarny skoczek | a8 – Czarna wieża · e8 – Czarny król · h8 – Czarna wieża · a7 – Czarny pionek · b7 – Czarny pionek · c7 – Czarny pionek · f7 – Czarny pionek · g7 – Czarny pionek · h7 – Czarny pionek · d6 – Czarny pionek · e5 – Czarny pionek · e4 – Biały pionek · a3 – Biały pionek · b3 – Biały goniec · c3 – Biały pionek · d3 – Biały pionek · c2 – Biały pionek · e2 – Czarny hetman · a1 – Biała wieża · c1 – Biały goniec · e1 – Biały król · g1 – Czarny skoczek | a8 – Czarna wieża · e8 – Czarny król · h8 – Czarna wieża · a7 – Czarny pionek · b7 – Czarny pionek · c7 – Czarny pionek · f7 – Czarny pionek · g7 – Czarny pionek · h7 – Czarny pionek · d6 – Czarny pionek · e5 – Czarny pionek · e4 – Biały pionek · a3 – Biały pionek · b3 – Biały goniec · c3 – Biały pionek · d3 – Biały pionek · c2 – Biały pionek · e2 – Czarny hetman · a1 – Biała wieża · c1 – Biały goniec · e1 – Biały król · g1 – Czarny skoczek | a8 – Czarna wieża · e8 – Czarny król · h8 – Czarna wieża · a7 – Czarny pionek · b7 – Czarny pionek · c7 – Czarny pionek · f7 – Czarny pionek · g7 – Czarny pionek · h7 – Czarny pionek · d6 – Czarny pionek · e5 – Czarny pionek · e4 – Biały pionek · a3 – Biały pionek · b3 – Biały goniec · c3 – Biały pionek · d3 – Biały pionek · c2 – Biały pionek · e2 – Czarny hetman · a1 – Biała wieża · c1 – Biały goniec · e1 – Biały król · g1 – Czarny skoczek | a8 – Czarna wieża · e8 – Czarny król · h8 – Czarna wieża · a7 – Czarny pionek · b7 – Czarny pionek · c7 – Czarny pionek · f7 – Czarny pionek · g7 – Czarny pionek · h7 – Czarny pionek · d6 – Czarny pionek · e5 – Czarny pionek · e4 – Biały pionek · a3 – Biały pionek · b3 – Biały goniec · c3 – Biały pionek · d3 – Biały pionek · c2 – Biały pionek · e2 – Czarny hetman · a1 – Biała wieża · c1 – Biały goniec · e1 – Biały król · g1 – Czarny skoczek | a8 – Czarna wieża · e8 – Czarny król · h8 – Czarna wieża · a7 – Czarny pionek · b7 – Czarny pionek · c7 – Czarny pionek · f7 – Czarny pionek · g7 – Czarny pionek · h7 – Czarny pionek · d6 – Czarny pionek · e5 – Czarny pionek · e4 – Biały pionek · a3 – Biały pionek · b3 – Biały goniec · c3 – Biały pionek · d3 – Biały pionek · c2 – Biały pionek · e2 – Czarny hetman · a1 – Biała wieża · c1 – Biały goniec · e1 – Biały król · g1 – Czarny skoczek | a8 – Czarna wieża · e8 – Czarny król · h8 – Czarna wieża · a7 – Czarny pionek · b7 – Czarny pionek · c7 – Czarny pionek · f7 – Czarny pionek · g7 – Czarny pionek · h7 – Czarny pionek · d6 – Czarny pionek · e5 – Czarny pionek · e4 – Biały pionek · a3 – Biały pionek · b3 – Biały goniec · c3 – Biały pionek · d3 – Biały pionek · c2 – Biały pionek · e2 – Czarny hetman · a1 – Biała wieża · c1 – Biały goniec · e1 – Biały król · g1 – Czarny skoczek | a8 – Czarna wieża · e8 – Czarny król · h8 – Czarna wieża · a7 – Czarny pionek · b7 – Czarny pionek · c7 – Czarny pionek · f7 – Czarny pionek · g7 – Czarny pionek · h7 – Czarny pionek · d6 – Czarny pionek · e5 – Czarny pionek · e4 – Biały pionek · a3 – Biały pionek · b3 – Biały goniec · c3 – Biały pionek · d3 – Biały pionek · c2 – Biały pionek · e2 – Czarny hetman · a1 – Biała wieża · c1 – Biały goniec · e1 – Biały król · g1 – Czarny skoczek | 8 |
| 7 | a8 – Czarna wieża · e8 – Czarny król · h8 – Czarna wieża · a7 – Czarny pionek · b7 – Czarny pionek · c7 – Czarny pionek · f7 – Czarny pionek · g7 – Czarny pionek · h7 – Czarny pionek · d6 – Czarny pionek · e5 – Czarny pionek · e4 – Biały pionek · a3 – Biały pionek · b3 – Biały goniec · c3 – Biały pionek · d3 – Biały pionek · c2 – Biały pionek · e2 – Czarny hetman · a1 – Biała wieża · c1 – Biały goniec · e1 – Biały król · g1 – Czarny skoczek | a8 – Czarna wieża · e8 – Czarny król · h8 – Czarna wieża · a7 – Czarny pionek · b7 – Czarny pionek · c7 – Czarny pionek · f7 – Czarny pionek · g7 – Czarny pionek · h7 – Czarny pionek · d6 – Czarny pionek · e5 – Czarny pionek · e4 – Biały pionek · a3 – Biały pionek · b3 – Biały goniec · c3 – Biały pionek · d3 – Biały pionek · c2 – Biały pionek · e2 – Czarny hetman · a1 – Biała wieża · c1 – Biały goniec · e1 – Biały król · g1 – Czarny skoczek | a8 – Czarna wieża · e8 – Czarny król · h8 – Czarna wieża · a7 – Czarny pionek · b7 – Czarny pionek · c7 – Czarny pionek · f7 – Czarny pionek · g7 – Czarny pionek · h7 – Czarny pionek · d6 – Czarny pionek · e5 – Czarny pionek · e4 – Biały pionek · a3 – Biały pionek · b3 – Biały goniec · c3 – Biały pionek · d3 – Biały pionek · c2 – Biały pionek · e2 – Czarny hetman · a1 – Biała wieża · c1 – Biały goniec · e1 – Biały król · g1 – Czarny skoczek | a8 – Czarna wieża · e8 – Czarny król · h8 – Czarna wieża · a7 – Czarny pionek · b7 – Czarny pionek · c7 – Czarny pionek · f7 – Czarny pionek · g7 – Czarny pionek · h7 – Czarny pionek · d6 – Czarny pionek · e5 – Czarny pionek · e4 – Biały pionek · a3 – Biały pionek · b3 – Biały goniec · c3 – Biały pionek · d3 – Biały pionek · c2 – Biały pionek · e2 – Czarny hetman · a1 – Biała wieża · c1 – Biały goniec · e1 – Biały król · g1 – Czarny skoczek | a8 – Czarna wieża · e8 – Czarny król · h8 – Czarna wieża · a7 – Czarny pionek · b7 – Czarny pionek · c7 – Czarny pionek · f7 – Czarny pionek · g7 – Czarny pionek · h7 – Czarny pionek · d6 – Czarny pionek · e5 – Czarny pionek · e4 – Biały pionek · a3 – Biały pionek · b3 – Biały goniec · c3 – Biały pionek · d3 – Biały pionek · c2 – Biały pionek · e2 – Czarny hetman · a1 – Biała wieża · c1 – Biały goniec · e1 – Biały król · g1 – Czarny skoczek | a8 – Czarna wieża · e8 – Czarny król · h8 – Czarna wieża · a7 – Czarny pionek · b7 – Czarny pionek · c7 – Czarny pionek · f7 – Czarny pionek · g7 – Czarny pionek · h7 – Czarny pionek · d6 – Czarny pionek · e5 – Czarny pionek · e4 – Biały pionek · a3 – Biały pionek · b3 – Biały goniec · c3 – Biały pionek · d3 – Biały pionek · c2 – Biały pionek · e2 – Czarny hetman · a1 – Biała wieża · c1 – Biały goniec · e1 – Biały król · g1 – Czarny skoczek | a8 – Czarna wieża · e8 – Czarny król · h8 – Czarna wieża · a7 – Czarny pionek · b7 – Czarny pionek · c7 – Czarny pionek · f7 – Czarny pionek · g7 – Czarny pionek · h7 – Czarny pionek · d6 – Czarny pionek · e5 – Czarny pionek · e4 – Biały pionek · a3 – Biały pionek · b3 – Biały goniec · c3 – Biały pionek · d3 – Biały pionek · c2 – Biały pionek · e2 – Czarny hetman · a1 – Biała wieża · c1 – Biały goniec · e1 – Biały król · g1 – Czarny skoczek | a8 – Czarna wieża · e8 – Czarny król · h8 – Czarna wieża · a7 – Czarny pionek · b7 – Czarny pionek · c7 – Czarny pionek · f7 – Czarny pionek · g7 – Czarny pionek · h7 – Czarny pionek · d6 – Czarny pionek · e5 – Czarny pionek · e4 – Biały pionek · a3 – Biały pionek · b3 – Biały goniec · c3 – Biały pionek · d3 – Biały pionek · c2 – Biały pionek · e2 – Czarny hetman · a1 – Biała wieża · c1 – Biały goniec · e1 – Biały król · g1 – Czarny skoczek | 7 |
| 6 | a8 – Czarna wieża · e8 – Czarny król · h8 – Czarna wieża · a7 – Czarny pionek · b7 – Czarny pionek · c7 – Czarny pionek · f7 – Czarny pionek · g7 – Czarny pionek · h7 – Czarny pionek · d6 – Czarny pionek · e5 – Czarny pionek · e4 – Biały pionek · a3 – Biały pionek · b3 – Biały goniec · c3 – Biały pionek · d3 – Biały pionek · c2 – Biały pionek · e2 – Czarny hetman · a1 – Biała wieża · c1 – Biały goniec · e1 – Biały król · g1 – Czarny skoczek | a8 – Czarna wieża · e8 – Czarny król · h8 – Czarna wieża · a7 – Czarny pionek · b7 – Czarny pionek · c7 – Czarny pionek · f7 – Czarny pionek · g7 – Czarny pionek · h7 – Czarny pionek · d6 – Czarny pionek · e5 – Czarny pionek · e4 – Biały pionek · a3 – Biały pionek · b3 – Biały goniec · c3 – Biały pionek · d3 – Biały pionek · c2 – Biały pionek · e2 – Czarny hetman · a1 – Biała wieża · c1 – Biały goniec · e1 – Biały król · g1 – Czarny skoczek | a8 – Czarna wieża · e8 – Czarny król · h8 – Czarna wieża · a7 – Czarny pionek · b7 – Czarny pionek · c7 – Czarny pionek · f7 – Czarny pionek · g7 – Czarny pionek · h7 – Czarny pionek · d6 – Czarny pionek · e5 – Czarny pionek · e4 – Biały pionek · a3 – Biały pionek · b3 – Biały goniec · c3 – Biały pionek · d3 – Biały pionek · c2 – Biały pionek · e2 – Czarny hetman · a1 – Biała wieża · c1 – Biały goniec · e1 – Biały król · g1 – Czarny skoczek | a8 – Czarna wieża · e8 – Czarny król · h8 – Czarna wieża · a7 – Czarny pionek · b7 – Czarny pionek · c7 – Czarny pionek · f7 – Czarny pionek · g7 – Czarny pionek · h7 – Czarny pionek · d6 – Czarny pionek · e5 – Czarny pionek · e4 – Biały pionek · a3 – Biały pionek · b3 – Biały goniec · c3 – Biały pionek · d3 – Biały pionek · c2 – Biały pionek · e2 – Czarny hetman · a1 – Biała wieża · c1 – Biały goniec · e1 – Biały król · g1 – Czarny skoczek | a8 – Czarna wieża · e8 – Czarny król · h8 – Czarna wieża · a7 – Czarny pionek · b7 – Czarny pionek · c7 – Czarny pionek · f7 – Czarny pionek · g7 – Czarny pionek · h7 – Czarny pionek · d6 – Czarny pionek · e5 – Czarny pionek · e4 – Biały pionek · a3 – Biały pionek · b3 – Biały goniec · c3 – Biały pionek · d3 – Biały pionek · c2 – Biały pionek · e2 – Czarny hetman · a1 – Biała wieża · c1 – Biały goniec · e1 – Biały król · g1 – Czarny skoczek | a8 – Czarna wieża · e8 – Czarny król · h8 – Czarna wieża · a7 – Czarny pionek · b7 – Czarny pionek · c7 – Czarny pionek · f7 – Czarny pionek · g7 – Czarny pionek · h7 – Czarny pionek · d6 – Czarny pionek · e5 – Czarny pionek · e4 – Biały pionek · a3 – Biały pionek · b3 – Biały goniec · c3 – Biały pionek · d3 – Biały pionek · c2 – Biały pionek · e2 – Czarny hetman · a1 – Biała wieża · c1 – Biały goniec · e1 – Biały król · g1 – Czarny skoczek | a8 – Czarna wieża · e8 – Czarny król · h8 – Czarna wieża · a7 – Czarny pionek · b7 – Czarny pionek · c7 – Czarny pionek · f7 – Czarny pionek · g7 – Czarny pionek · h7 – Czarny pionek · d6 – Czarny pionek · e5 – Czarny pionek · e4 – Biały pionek · a3 – Biały pionek · b3 – Biały goniec · c3 – Biały pionek · d3 – Biały pionek · c2 – Biały pionek · e2 – Czarny hetman · a1 – Biała wieża · c1 – Biały goniec · e1 – Biały król · g1 – Czarny skoczek | a8 – Czarna wieża · e8 – Czarny król · h8 – Czarna wieża · a7 – Czarny pionek · b7 – Czarny pionek · c7 – Czarny pionek · f7 – Czarny pionek · g7 – Czarny pionek · h7 – Czarny pionek · d6 – Czarny pionek · e5 – Czarny pionek · e4 – Biały pionek · a3 – Biały pionek · b3 – Biały goniec · c3 – Biały pionek · d3 – Biały pionek · c2 – Biały pionek · e2 – Czarny hetman · a1 – Biała wieża · c1 – Biały goniec · e1 – Biały król · g1 – Czarny skoczek | 6 |
| 5 | a8 – Czarna wieża · e8 – Czarny król · h8 – Czarna wieża · a7 – Czarny pionek · b7 – Czarny pionek · c7 – Czarny pionek · f7 – Czarny pionek · g7 – Czarny pionek · h7 – Czarny pionek · d6 – Czarny pionek · e5 – Czarny pionek · e4 – Biały pionek · a3 – Biały pionek · b3 – Biały goniec · c3 – Biały pionek · d3 – Biały pionek · c2 – Biały pionek · e2 – Czarny hetman · a1 – Biała wieża · c1 – Biały goniec · e1 – Biały król · g1 – Czarny skoczek | a8 – Czarna wieża · e8 – Czarny król · h8 – Czarna wieża · a7 – Czarny pionek · b7 – Czarny pionek · c7 – Czarny pionek · f7 – Czarny pionek · g7 – Czarny pionek · h7 – Czarny pionek · d6 – Czarny pionek · e5 – Czarny pionek · e4 – Biały pionek · a3 – Biały pionek · b3 – Biały goniec · c3 – Biały pionek · d3 – Biały pionek · c2 – Biały pionek · e2 – Czarny hetman · a1 – Biała wieża · c1 – Biały goniec · e1 – Biały król · g1 – Czarny skoczek | a8 – Czarna wieża · e8 – Czarny król · h8 – Czarna wieża · a7 – Czarny pionek · b7 – Czarny pionek · c7 – Czarny pionek · f7 – Czarny pionek · g7 – Czarny pionek · h7 – Czarny pionek · d6 – Czarny pionek · e5 – Czarny pionek · e4 – Biały pionek · a3 – Biały pionek · b3 – Biały goniec · c3 – Biały pionek · d3 – Biały pionek · c2 – Biały pionek · e2 – Czarny hetman · a1 – Biała wieża · c1 – Biały goniec · e1 – Biały król · g1 – Czarny skoczek | a8 – Czarna wieża · e8 – Czarny król · h8 – Czarna wieża · a7 – Czarny pionek · b7 – Czarny pionek · c7 – Czarny pionek · f7 – Czarny pionek · g7 – Czarny pionek · h7 – Czarny pionek · d6 – Czarny pionek · e5 – Czarny pionek · e4 – Biały pionek · a3 – Biały pionek · b3 – Biały goniec · c3 – Biały pionek · d3 – Biały pionek · c2 – Biały pionek · e2 – Czarny hetman · a1 – Biała wieża · c1 – Biały goniec · e1 – Biały król · g1 – Czarny skoczek | a8 – Czarna wieża · e8 – Czarny król · h8 – Czarna wieża · a7 – Czarny pionek · b7 – Czarny pionek · c7 – Czarny pionek · f7 – Czarny pionek · g7 – Czarny pionek · h7 – Czarny pionek · d6 – Czarny pionek · e5 – Czarny pionek · e4 – Biały pionek · a3 – Biały pionek · b3 – Biały goniec · c3 – Biały pionek · d3 – Biały pionek · c2 – Biały pionek · e2 – Czarny hetman · a1 – Biała wieża · c1 – Biały goniec · e1 – Biały król · g1 – Czarny skoczek | a8 – Czarna wieża · e8 – Czarny król · h8 – Czarna wieża · a7 – Czarny pionek · b7 – Czarny pionek · c7 – Czarny pionek · f7 – Czarny pionek · g7 – Czarny pionek · h7 – Czarny pionek · d6 – Czarny pionek · e5 – Czarny pionek · e4 – Biały pionek · a3 – Biały pionek · b3 – Biały goniec · c3 – Biały pionek · d3 – Biały pionek · c2 – Biały pionek · e2 – Czarny hetman · a1 – Biała wieża · c1 – Biały goniec · e1 – Biały król · g1 – Czarny skoczek | a8 – Czarna wieża · e8 – Czarny król · h8 – Czarna wieża · a7 – Czarny pionek · b7 – Czarny pionek · c7 – Czarny pionek · f7 – Czarny pionek · g7 – Czarny pionek · h7 – Czarny pionek · d6 – Czarny pionek · e5 – Czarny pionek · e4 – Biały pionek · a3 – Biały pionek · b3 – Biały goniec · c3 – Biały pionek · d3 – Biały pionek · c2 – Biały pionek · e2 – Czarny hetman · a1 – Biała wieża · c1 – Biały goniec · e1 – Biały król · g1 – Czarny skoczek | a8 – Czarna wieża · e8 – Czarny król · h8 – Czarna wieża · a7 – Czarny pionek · b7 – Czarny pionek · c7 – Czarny pionek · f7 – Czarny pionek · g7 – Czarny pionek · h7 – Czarny pionek · d6 – Czarny pionek · e5 – Czarny pionek · e4 – Biały pionek · a3 – Biały pionek · b3 – Biały goniec · c3 – Biały pionek · d3 – Biały pionek · c2 – Biały pionek · e2 – Czarny hetman · a1 – Biała wieża · c1 – Biały goniec · e1 – Biały król · g1 – Czarny skoczek | 5 |
| 4 | a8 – Czarna wieża · e8 – Czarny król · h8 – Czarna wieża · a7 – Czarny pionek · b7 – Czarny pionek · c7 – Czarny pionek · f7 – Czarny pionek · g7 – Czarny pionek · h7 – Czarny pionek · d6 – Czarny pionek · e5 – Czarny pionek · e4 – Biały pionek · a3 – Biały pionek · b3 – Biały goniec · c3 – Biały pionek · d3 – Biały pionek · c2 – Biały pionek · e2 – Czarny hetman · a1 – Biała wieża · c1 – Biały goniec · e1 – Biały król · g1 – Czarny skoczek | a8 – Czarna wieża · e8 – Czarny król · h8 – Czarna wieża · a7 – Czarny pionek · b7 – Czarny pionek · c7 – Czarny pionek · f7 – Czarny pionek · g7 – Czarny pionek · h7 – Czarny pionek · d6 – Czarny pionek · e5 – Czarny pionek · e4 – Biały pionek · a3 – Biały pionek · b3 – Biały goniec · c3 – Biały pionek · d3 – Biały pionek · c2 – Biały pionek · e2 – Czarny hetman · a1 – Biała wieża · c1 – Biały goniec · e1 – Biały król · g1 – Czarny skoczek | a8 – Czarna wieża · e8 – Czarny król · h8 – Czarna wieża · a7 – Czarny pionek · b7 – Czarny pionek · c7 – Czarny pionek · f7 – Czarny pionek · g7 – Czarny pionek · h7 – Czarny pionek · d6 – Czarny pionek · e5 – Czarny pionek · e4 – Biały pionek · a3 – Biały pionek · b3 – Biały goniec · c3 – Biały pionek · d3 – Biały pionek · c2 – Biały pionek · e2 – Czarny hetman · a1 – Biała wieża · c1 – Biały goniec · e1 – Biały król · g1 – Czarny skoczek | a8 – Czarna wieża · e8 – Czarny król · h8 – Czarna wieża · a7 – Czarny pionek · b7 – Czarny pionek · c7 – Czarny pionek · f7 – Czarny pionek · g7 – Czarny pionek · h7 – Czarny pionek · d6 – Czarny pionek · e5 – Czarny pionek · e4 – Biały pionek · a3 – Biały pionek · b3 – Biały goniec · c3 – Biały pionek · d3 – Biały pionek · c2 – Biały pionek · e2 – Czarny hetman · a1 – Biała wieża · c1 – Biały goniec · e1 – Biały król · g1 – Czarny skoczek | a8 – Czarna wieża · e8 – Czarny król · h8 – Czarna wieża · a7 – Czarny pionek · b7 – Czarny pionek · c7 – Czarny pionek · f7 – Czarny pionek · g7 – Czarny pionek · h7 – Czarny pionek · d6 – Czarny pionek · e5 – Czarny pionek · e4 – Biały pionek · a3 – Biały pionek · b3 – Biały goniec · c3 – Biały pionek · d3 – Biały pionek · c2 – Biały pionek · e2 – Czarny hetman · a1 – Biała wieża · c1 – Biały goniec · e1 – Biały król · g1 – Czarny skoczek | a8 – Czarna wieża · e8 – Czarny król · h8 – Czarna wieża · a7 – Czarny pionek · b7 – Czarny pionek · c7 – Czarny pionek · f7 – Czarny pionek · g7 – Czarny pionek · h7 – Czarny pionek · d6 – Czarny pionek · e5 – Czarny pionek · e4 – Biały pionek · a3 – Biały pionek · b3 – Biały goniec · c3 – Biały pionek · d3 – Biały pionek · c2 – Biały pionek · e2 – Czarny hetman · a1 – Biała wieża · c1 – Biały goniec · e1 – Biały król · g1 – Czarny skoczek | a8 – Czarna wieża · e8 – Czarny król · h8 – Czarna wieża · a7 – Czarny pionek · b7 – Czarny pionek · c7 – Czarny pionek · f7 – Czarny pionek · g7 – Czarny pionek · h7 – Czarny pionek · d6 – Czarny pionek · e5 – Czarny pionek · e4 – Biały pionek · a3 – Biały pionek · b3 – Biały goniec · c3 – Biały pionek · d3 – Biały pionek · c2 – Biały pionek · e2 – Czarny hetman · a1 – Biała wieża · c1 – Biały goniec · e1 – Biały król · g1 – Czarny skoczek | a8 – Czarna wieża · e8 – Czarny król · h8 – Czarna wieża · a7 – Czarny pionek · b7 – Czarny pionek · c7 – Czarny pionek · f7 – Czarny pionek · g7 – Czarny pionek · h7 – Czarny pionek · d6 – Czarny pionek · e5 – Czarny pionek · e4 – Biały pionek · a3 – Biały pionek · b3 – Biały goniec · c3 – Biały pionek · d3 – Biały pionek · c2 – Biały pionek · e2 – Czarny hetman · a1 – Biała wieża · c1 – Biały goniec · e1 – Biały król · g1 – Czarny skoczek | 4 |
| 3 | a8 – Czarna wieża · e8 – Czarny król · h8 – Czarna wieża · a7 – Czarny pionek · b7 – Czarny pionek · c7 – Czarny pionek · f7 – Czarny pionek · g7 – Czarny pionek · h7 – Czarny pionek · d6 – Czarny pionek · e5 – Czarny pionek · e4 – Biały pionek · a3 – Biały pionek · b3 – Biały goniec · c3 – Biały pionek · d3 – Biały pionek · c2 – Biały pionek · e2 – Czarny hetman · a1 – Biała wieża · c1 – Biały goniec · e1 – Biały król · g1 – Czarny skoczek | a8 – Czarna wieża · e8 – Czarny król · h8 – Czarna wieża · a7 – Czarny pionek · b7 – Czarny pionek · c7 – Czarny pionek · f7 – Czarny pionek · g7 – Czarny pionek · h7 – Czarny pionek · d6 – Czarny pionek · e5 – Czarny pionek · e4 – Biały pionek · a3 – Biały pionek · b3 – Biały goniec · c3 – Biały pionek · d3 – Biały pionek · c2 – Biały pionek · e2 – Czarny hetman · a1 – Biała wieża · c1 – Biały goniec · e1 – Biały król · g1 – Czarny skoczek | a8 – Czarna wieża · e8 – Czarny król · h8 – Czarna wieża · a7 – Czarny pionek · b7 – Czarny pionek · c7 – Czarny pionek · f7 – Czarny pionek · g7 – Czarny pionek · h7 – Czarny pionek · d6 – Czarny pionek · e5 – Czarny pionek · e4 – Biały pionek · a3 – Biały pionek · b3 – Biały goniec · c3 – Biały pionek · d3 – Biały pionek · c2 – Biały pionek · e2 – Czarny hetman · a1 – Biała wieża · c1 – Biały goniec · e1 – Biały król · g1 – Czarny skoczek | a8 – Czarna wieża · e8 – Czarny król · h8 – Czarna wieża · a7 – Czarny pionek · b7 – Czarny pionek · c7 – Czarny pionek · f7 – Czarny pionek · g7 – Czarny pionek · h7 – Czarny pionek · d6 – Czarny pionek · e5 – Czarny pionek · e4 – Biały pionek · a3 – Biały pionek · b3 – Biały goniec · c3 – Biały pionek · d3 – Biały pionek · c2 – Biały pionek · e2 – Czarny hetman · a1 – Biała wieża · c1 – Biały goniec · e1 – Biały król · g1 – Czarny skoczek | a8 – Czarna wieża · e8 – Czarny król · h8 – Czarna wieża · a7 – Czarny pionek · b7 – Czarny pionek · c7 – Czarny pionek · f7 – Czarny pionek · g7 – Czarny pionek · h7 – Czarny pionek · d6 – Czarny pionek · e5 – Czarny pionek · e4 – Biały pionek · a3 – Biały pionek · b3 – Biały goniec · c3 – Biały pionek · d3 – Biały pionek · c2 – Biały pionek · e2 – Czarny hetman · a1 – Biała wieża · c1 – Biały goniec · e1 – Biały król · g1 – Czarny skoczek | a8 – Czarna wieża · e8 – Czarny król · h8 – Czarna wieża · a7 – Czarny pionek · b7 – Czarny pionek · c7 – Czarny pionek · f7 – Czarny pionek · g7 – Czarny pionek · h7 – Czarny pionek · d6 – Czarny pionek · e5 – Czarny pionek · e4 – Biały pionek · a3 – Biały pionek · b3 – Biały goniec · c3 – Biały pionek · d3 – Biały pionek · c2 – Biały pionek · e2 – Czarny hetman · a1 – Biała wieża · c1 – Biały goniec · e1 – Biały król · g1 – Czarny skoczek | a8 – Czarna wieża · e8 – Czarny król · h8 – Czarna wieża · a7 – Czarny pionek · b7 – Czarny pionek · c7 – Czarny pionek · f7 – Czarny pionek · g7 – Czarny pionek · h7 – Czarny pionek · d6 – Czarny pionek · e5 – Czarny pionek · e4 – Biały pionek · a3 – Biały pionek · b3 – Biały goniec · c3 – Biały pionek · d3 – Biały pionek · c2 – Biały pionek · e2 – Czarny hetman · a1 – Biała wieża · c1 – Biały goniec · e1 – Biały król · g1 – Czarny skoczek | a8 – Czarna wieża · e8 – Czarny król · h8 – Czarna wieża · a7 – Czarny pionek · b7 – Czarny pionek · c7 – Czarny pionek · f7 – Czarny pionek · g7 – Czarny pionek · h7 – Czarny pionek · d6 – Czarny pionek · e5 – Czarny pionek · e4 – Biały pionek · a3 – Biały pionek · b3 – Biały goniec · c3 – Biały pionek · d3 – Biały pionek · c2 – Biały pionek · e2 – Czarny hetman · a1 – Biała wieża · c1 – Biały goniec · e1 – Biały król · g1 – Czarny skoczek | 3 |
| 2 | a8 – Czarna wieża · e8 – Czarny król · h8 – Czarna wieża · a7 – Czarny pionek · b7 – Czarny pionek · c7 – Czarny pionek · f7 – Czarny pionek · g7 – Czarny pionek · h7 – Czarny pionek · d6 – Czarny pionek · e5 – Czarny pionek · e4 – Biały pionek · a3 – Biały pionek · b3 – Biały goniec · c3 – Biały pionek · d3 – Biały pionek · c2 – Biały pionek · e2 – Czarny hetman · a1 – Biała wieża · c1 – Biały goniec · e1 – Biały król · g1 – Czarny skoczek | a8 – Czarna wieża · e8 – Czarny król · h8 – Czarna wieża · a7 – Czarny pionek · b7 – Czarny pionek · c7 – Czarny pionek · f7 – Czarny pionek · g7 – Czarny pionek · h7 – Czarny pionek · d6 – Czarny pionek · e5 – Czarny pionek · e4 – Biały pionek · a3 – Biały pionek · b3 – Biały goniec · c3 – Biały pionek · d3 – Biały pionek · c2 – Biały pionek · e2 – Czarny hetman · a1 – Biała wieża · c1 – Biały goniec · e1 – Biały król · g1 – Czarny skoczek | a8 – Czarna wieża · e8 – Czarny król · h8 – Czarna wieża · a7 – Czarny pionek · b7 – Czarny pionek · c7 – Czarny pionek · f7 – Czarny pionek · g7 – Czarny pionek · h7 – Czarny pionek · d6 – Czarny pionek · e5 – Czarny pionek · e4 – Biały pionek · a3 – Biały pionek · b3 – Biały goniec · c3 – Biały pionek · d3 – Biały pionek · c2 – Biały pionek · e2 – Czarny hetman · a1 – Biała wieża · c1 – Biały goniec · e1 – Biały król · g1 – Czarny skoczek | a8 – Czarna wieża · e8 – Czarny król · h8 – Czarna wieża · a7 – Czarny pionek · b7 – Czarny pionek · c7 – Czarny pionek · f7 – Czarny pionek · g7 – Czarny pionek · h7 – Czarny pionek · d6 – Czarny pionek · e5 – Czarny pionek · e4 – Biały pionek · a3 – Biały pionek · b3 – Biały goniec · c3 – Biały pionek · d3 – Biały pionek · c2 – Biały pionek · e2 – Czarny hetman · a1 – Biała wieża · c1 – Biały goniec · e1 – Biały król · g1 – Czarny skoczek | a8 – Czarna wieża · e8 – Czarny król · h8 – Czarna wieża · a7 – Czarny pionek · b7 – Czarny pionek · c7 – Czarny pionek · f7 – Czarny pionek · g7 – Czarny pionek · h7 – Czarny pionek · d6 – Czarny pionek · e5 – Czarny pionek · e4 – Biały pionek · a3 – Biały pionek · b3 – Biały goniec · c3 – Biały pionek · d3 – Biały pionek · c2 – Biały pionek · e2 – Czarny hetman · a1 – Biała wieża · c1 – Biały goniec · e1 – Biały król · g1 – Czarny skoczek | a8 – Czarna wieża · e8 – Czarny król · h8 – Czarna wieża · a7 – Czarny pionek · b7 – Czarny pionek · c7 – Czarny pionek · f7 – Czarny pionek · g7 – Czarny pionek · h7 – Czarny pionek · d6 – Czarny pionek · e5 – Czarny pionek · e4 – Biały pionek · a3 – Biały pionek · b3 – Biały goniec · c3 – Biały pionek · d3 – Biały pionek · c2 – Biały pionek · e2 – Czarny hetman · a1 – Biała wieża · c1 – Biały goniec · e1 – Biały król · g1 – Czarny skoczek | a8 – Czarna wieża · e8 – Czarny król · h8 – Czarna wieża · a7 – Czarny pionek · b7 – Czarny pionek · c7 – Czarny pionek · f7 – Czarny pionek · g7 – Czarny pionek · h7 – Czarny pionek · d6 – Czarny pionek · e5 – Czarny pionek · e4 – Biały pionek · a3 – Biały pionek · b3 – Biały goniec · c3 – Biały pionek · d3 – Biały pionek · c2 – Biały pionek · e2 – Czarny hetman · a1 – Biała wieża · c1 – Biały goniec · e1 – Biały król · g1 – Czarny skoczek | a8 – Czarna wieża · e8 – Czarny król · h8 – Czarna wieża · a7 – Czarny pionek · b7 – Czarny pionek · c7 – Czarny pionek · f7 – Czarny pionek · g7 – Czarny pionek · h7 – Czarny pionek · d6 – Czarny pionek · e5 – Czarny pionek · e4 – Biały pionek · a3 – Biały pionek · b3 – Biały goniec · c3 – Biały pionek · d3 – Biały pionek · c2 – Biały pionek · e2 – Czarny hetman · a1 – Biała wieża · c1 – Biały goniec · e1 – Biały król · g1 – Czarny skoczek | 2 |
| 1 | a8 – Czarna wieża · e8 – Czarny król · h8 – Czarna wieża · a7 – Czarny pionek · b7 – Czarny pionek · c7 – Czarny pionek · f7 – Czarny pionek · g7 – Czarny pionek · h7 – Czarny pionek · d6 – Czarny pionek · e5 – Czarny pionek · e4 – Biały pionek · a3 – Biały pionek · b3 – Biały goniec · c3 – Biały pionek · d3 – Biały pionek · c2 – Biały pionek · e2 – Czarny hetman · a1 – Biała wieża · c1 – Biały goniec · e1 – Biały król · g1 – Czarny skoczek | a8 – Czarna wieża · e8 – Czarny król · h8 – Czarna wieża · a7 – Czarny pionek · b7 – Czarny pionek · c7 – Czarny pionek · f7 – Czarny pionek · g7 – Czarny pionek · h7 – Czarny pionek · d6 – Czarny pionek · e5 – Czarny pionek · e4 – Biały pionek · a3 – Biały pionek · b3 – Biały goniec · c3 – Biały pionek · d3 – Biały pionek · c2 – Biały pionek · e2 – Czarny hetman · a1 – Biała wieża · c1 – Biały goniec · e1 – Biały król · g1 – Czarny skoczek | a8 – Czarna wieża · e8 – Czarny król · h8 – Czarna wieża · a7 – Czarny pionek · b7 – Czarny pionek · c7 – Czarny pionek · f7 – Czarny pionek · g7 – Czarny pionek · h7 – Czarny pionek · d6 – Czarny pionek · e5 – Czarny pionek · e4 – Biały pionek · a3 – Biały pionek · b3 – Biały goniec · c3 – Biały pionek · d3 – Biały pionek · c2 – Biały pionek · e2 – Czarny hetman · a1 – Biała wieża · c1 – Biały goniec · e1 – Biały król · g1 – Czarny skoczek | a8 – Czarna wieża · e8 – Czarny król · h8 – Czarna wieża · a7 – Czarny pionek · b7 – Czarny pionek · c7 – Czarny pionek · f7 – Czarny pionek · g7 – Czarny pionek · h7 – Czarny pionek · d6 – Czarny pionek · e5 – Czarny pionek · e4 – Biały pionek · a3 – Biały pionek · b3 – Biały goniec · c3 – Biały pionek · d3 – Biały pionek · c2 – Biały pionek · e2 – Czarny hetman · a1 – Biała wieża · c1 – Biały goniec · e1 – Biały król · g1 – Czarny skoczek | a8 – Czarna wieża · e8 – Czarny król · h8 – Czarna wieża · a7 – Czarny pionek · b7 – Czarny pionek · c7 – Czarny pionek · f7 – Czarny pionek · g7 – Czarny pionek · h7 – Czarny pionek · d6 – Czarny pionek · e5 – Czarny pionek · e4 – Biały pionek · a3 – Biały pionek · b3 – Biały goniec · c3 – Biały pionek · d3 – Biały pionek · c2 – Biały pionek · e2 – Czarny hetman · a1 – Biała wieża · c1 – Biały goniec · e1 – Biały król · g1 – Czarny skoczek | a8 – Czarna wieża · e8 – Czarny król · h8 – Czarna wieża · a7 – Czarny pionek · b7 – Czarny pionek · c7 – Czarny pionek · f7 – Czarny pionek · g7 – Czarny pionek · h7 – Czarny pionek · d6 – Czarny pionek · e5 – Czarny pionek · e4 – Biały pionek · a3 – Biały pionek · b3 – Biały goniec · c3 – Biały pionek · d3 – Biały pionek · c2 – Biały pionek · e2 – Czarny hetman · a1 – Biała wieża · c1 – Biały goniec · e1 – Biały król · g1 – Czarny skoczek | a8 – Czarna wieża · e8 – Czarny król · h8 – Czarna wieża · a7 – Czarny pionek · b7 – Czarny pionek · c7 – Czarny pionek · f7 – Czarny pionek · g7 – Czarny pionek · h7 – Czarny pionek · d6 – Czarny pionek · e5 – Czarny pionek · e4 – Biały pionek · a3 – Biały pionek · b3 – Biały goniec · c3 – Biały pionek · d3 – Biały pionek · c2 – Biały pionek · e2 – Czarny hetman · a1 – Biała wieża · c1 – Biały goniec · e1 – Biały król · g1 – Czarny skoczek | a8 – Czarna wieża · e8 – Czarny król · h8 – Czarna wieża · a7 – Czarny pionek · b7 – Czarny pionek · c7 – Czarny pionek · f7 – Czarny pionek · g7 – Czarny pionek · h7 – Czarny pionek · d6 – Czarny pionek · e5 – Czarny pionek · e4 – Biały pionek · a3 – Biały pionek · b3 – Biały goniec · c3 – Biały pionek · d3 – Biały pionek · c2 – Biały pionek · e2 – Czarny hetman · a1 – Biała wieża · c1 – Biały goniec · e1 – Biały król · g1 – Czarny skoczek | 1 |
|   | a | b | c | d | e | f | g | h |   |

|   | a | b | c | d | e | f | g | h |   |
| 8 | a8 – Czarna wieża · c8 – Czarny goniec · d8 – Czarny król · f8 – Biały hetman · g8 – Biały goniec · h8 – Czarna wieża · b7 – Czarny pionek · c7 – Czarny pionek · d7 – Czarny pionek · g7 – Czarny pionek · h7 – Czarny pionek · a5 – Czarny pionek · e5 – Biały pionek · e4 – Biały pionek · a2 – Biały pionek · g2 – Biały pionek · h2 – Biały pionek · a1 – Czarny hetman · b1 – Biały skoczek · h1 – Biały król | a8 – Czarna wieża · c8 – Czarny goniec · d8 – Czarny król · f8 – Biały hetman · g8 – Biały goniec · h8 – Czarna wieża · b7 – Czarny pionek · c7 – Czarny pionek · d7 – Czarny pionek · g7 – Czarny pionek · h7 – Czarny pionek · a5 – Czarny pionek · e5 – Biały pionek · e4 – Biały pionek · a2 – Biały pionek · g2 – Biały pionek · h2 – Biały pionek · a1 – Czarny hetman · b1 – Biały skoczek · h1 – Biały król | a8 – Czarna wieża · c8 – Czarny goniec · d8 – Czarny król · f8 – Biały hetman · g8 – Biały goniec · h8 – Czarna wieża · b7 – Czarny pionek · c7 – Czarny pionek · d7 – Czarny pionek · g7 – Czarny pionek · h7 – Czarny pionek · a5 – Czarny pionek · e5 – Biały pionek · e4 – Biały pionek · a2 – Biały pionek · g2 – Biały pionek · h2 – Biały pionek · a1 – Czarny hetman · b1 – Biały skoczek · h1 – Biały król | a8 – Czarna wieża · c8 – Czarny goniec · d8 – Czarny król · f8 – Biały hetman · g8 – Biały goniec · h8 – Czarna wieża · b7 – Czarny pionek · c7 – Czarny pionek · d7 – Czarny pionek · g7 – Czarny pionek · h7 – Czarny pionek · a5 – Czarny pionek · e5 – Biały pionek · e4 – Biały pionek · a2 – Biały pionek · g2 – Biały pionek · h2 – Biały pionek · a1 – Czarny hetman · b1 – Biały skoczek · h1 – Biały król | a8 – Czarna wieża · c8 – Czarny goniec · d8 – Czarny król · f8 – Biały hetman · g8 – Biały goniec · h8 – Czarna wieża · b7 – Czarny pionek · c7 – Czarny pionek · d7 – Czarny pionek · g7 – Czarny pionek · h7 – Czarny pionek · a5 – Czarny pionek · e5 – Biały pionek · e4 – Biały pionek · a2 – Biały pionek · g2 – Biały pionek · h2 – Biały pionek · a1 – Czarny hetman · b1 – Biały skoczek · h1 – Biały król | a8 – Czarna wieża · c8 – Czarny goniec · d8 – Czarny król · f8 – Biały hetman · g8 – Biały goniec · h8 – Czarna wieża · b7 – Czarny pionek · c7 – Czarny pionek · d7 – Czarny pionek · g7 – Czarny pionek · h7 – Czarny pionek · a5 – Czarny pionek · e5 – Biały pionek · e4 – Biały pionek · a2 – Biały pionek · g2 – Biały pionek · h2 – Biały pionek · a1 – Czarny hetman · b1 – Biały skoczek · h1 – Biały król | a8 – Czarna wieża · c8 – Czarny goniec · d8 – Czarny król · f8 – Biały hetman · g8 – Biały goniec · h8 – Czarna wieża · b7 – Czarny pionek · c7 – Czarny pionek · d7 – Czarny pionek · g7 – Czarny pionek · h7 – Czarny pionek · a5 – Czarny pionek · e5 – Biały pionek · e4 – Biały pionek · a2 – Biały pionek · g2 – Biały pionek · h2 – Biały pionek · a1 – Czarny hetman · b1 – Biały skoczek · h1 – Biały król | a8 – Czarna wieża · c8 – Czarny goniec · d8 – Czarny król · f8 – Biały hetman · g8 – Biały goniec · h8 – Czarna wieża · b7 – Czarny pionek · c7 – Czarny pionek · d7 – Czarny pionek · g7 – Czarny pionek · h7 – Czarny pionek · a5 – Czarny pionek · e5 – Biały pionek · e4 – Biały pionek · a2 – Biały pionek · g2 – Biały pionek · h2 – Biały pionek · a1 – Czarny hetman · b1 – Biały skoczek · h1 – Biały król | 8 |
| 7 | a8 – Czarna wieża · c8 – Czarny goniec · d8 – Czarny król · f8 – Biały hetman · g8 – Biały goniec · h8 – Czarna wieża · b7 – Czarny pionek · c7 – Czarny pionek · d7 – Czarny pionek · g7 – Czarny pionek · h7 – Czarny pionek · a5 – Czarny pionek · e5 – Biały pionek · e4 – Biały pionek · a2 – Biały pionek · g2 – Biały pionek · h2 – Biały pionek · a1 – Czarny hetman · b1 – Biały skoczek · h1 – Biały król | a8 – Czarna wieża · c8 – Czarny goniec · d8 – Czarny król · f8 – Biały hetman · g8 – Biały goniec · h8 – Czarna wieża · b7 – Czarny pionek · c7 – Czarny pionek · d7 – Czarny pionek · g7 – Czarny pionek · h7 – Czarny pionek · a5 – Czarny pionek · e5 – Biały pionek · e4 – Biały pionek · a2 – Biały pionek · g2 – Biały pionek · h2 – Biały pionek · a1 – Czarny hetman · b1 – Biały skoczek · h1 – Biały król | a8 – Czarna wieża · c8 – Czarny goniec · d8 – Czarny król · f8 – Biały hetman · g8 – Biały goniec · h8 – Czarna wieża · b7 – Czarny pionek · c7 – Czarny pionek · d7 – Czarny pionek · g7 – Czarny pionek · h7 – Czarny pionek · a5 – Czarny pionek · e5 – Biały pionek · e4 – Biały pionek · a2 – Biały pionek · g2 – Biały pionek · h2 – Biały pionek · a1 – Czarny hetman · b1 – Biały skoczek · h1 – Biały król | a8 – Czarna wieża · c8 – Czarny goniec · d8 – Czarny król · f8 – Biały hetman · g8 – Biały goniec · h8 – Czarna wieża · b7 – Czarny pionek · c7 – Czarny pionek · d7 – Czarny pionek · g7 – Czarny pionek · h7 – Czarny pionek · a5 – Czarny pionek · e5 – Biały pionek · e4 – Biały pionek · a2 – Biały pionek · g2 – Biały pionek · h2 – Biały pionek · a1 – Czarny hetman · b1 – Biały skoczek · h1 – Biały król | a8 – Czarna wieża · c8 – Czarny goniec · d8 – Czarny król · f8 – Biały hetman · g8 – Biały goniec · h8 – Czarna wieża · b7 – Czarny pionek · c7 – Czarny pionek · d7 – Czarny pionek · g7 – Czarny pionek · h7 – Czarny pionek · a5 – Czarny pionek · e5 – Biały pionek · e4 – Biały pionek · a2 – Biały pionek · g2 – Biały pionek · h2 – Biały pionek · a1 – Czarny hetman · b1 – Biały skoczek · h1 – Biały król | a8 – Czarna wieża · c8 – Czarny goniec · d8 – Czarny król · f8 – Biały hetman · g8 – Biały goniec · h8 – Czarna wieża · b7 – Czarny pionek · c7 – Czarny pionek · d7 – Czarny pionek · g7 – Czarny pionek · h7 – Czarny pionek · a5 – Czarny pionek · e5 – Biały pionek · e4 – Biały pionek · a2 – Biały pionek · g2 – Biały pionek · h2 – Biały pionek · a1 – Czarny hetman · b1 – Biały skoczek · h1 – Biały król | a8 – Czarna wieża · c8 – Czarny goniec · d8 – Czarny król · f8 – Biały hetman · g8 – Biały goniec · h8 – Czarna wieża · b7 – Czarny pionek · c7 – Czarny pionek · d7 – Czarny pionek · g7 – Czarny pionek · h7 – Czarny pionek · a5 – Czarny pionek · e5 – Biały pionek · e4 – Biały pionek · a2 – Biały pionek · g2 – Biały pionek · h2 – Biały pionek · a1 – Czarny hetman · b1 – Biały skoczek · h1 – Biały król | a8 – Czarna wieża · c8 – Czarny goniec · d8 – Czarny król · f8 – Biały hetman · g8 – Biały goniec · h8 – Czarna wieża · b7 – Czarny pionek · c7 – Czarny pionek · d7 – Czarny pionek · g7 – Czarny pionek · h7 – Czarny pionek · a5 – Czarny pionek · e5 – Biały pionek · e4 – Biały pionek · a2 – Biały pionek · g2 – Biały pionek · h2 – Biały pionek · a1 – Czarny hetman · b1 – Biały skoczek · h1 – Biały król | 7 |
| 6 | a8 – Czarna wieża · c8 – Czarny goniec · d8 – Czarny król · f8 – Biały hetman · g8 – Biały goniec · h8 – Czarna wieża · b7 – Czarny pionek · c7 – Czarny pionek · d7 – Czarny pionek · g7 – Czarny pionek · h7 – Czarny pionek · a5 – Czarny pionek · e5 – Biały pionek · e4 – Biały pionek · a2 – Biały pionek · g2 – Biały pionek · h2 – Biały pionek · a1 – Czarny hetman · b1 – Biały skoczek · h1 – Biały król | a8 – Czarna wieża · c8 – Czarny goniec · d8 – Czarny król · f8 – Biały hetman · g8 – Biały goniec · h8 – Czarna wieża · b7 – Czarny pionek · c7 – Czarny pionek · d7 – Czarny pionek · g7 – Czarny pionek · h7 – Czarny pionek · a5 – Czarny pionek · e5 – Biały pionek · e4 – Biały pionek · a2 – Biały pionek · g2 – Biały pionek · h2 – Biały pionek · a1 – Czarny hetman · b1 – Biały skoczek · h1 – Biały król | a8 – Czarna wieża · c8 – Czarny goniec · d8 – Czarny król · f8 – Biały hetman · g8 – Biały goniec · h8 – Czarna wieża · b7 – Czarny pionek · c7 – Czarny pionek · d7 – Czarny pionek · g7 – Czarny pionek · h7 – Czarny pionek · a5 – Czarny pionek · e5 – Biały pionek · e4 – Biały pionek · a2 – Biały pionek · g2 – Biały pionek · h2 – Biały pionek · a1 – Czarny hetman · b1 – Biały skoczek · h1 – Biały król | a8 – Czarna wieża · c8 – Czarny goniec · d8 – Czarny król · f8 – Biały hetman · g8 – Biały goniec · h8 – Czarna wieża · b7 – Czarny pionek · c7 – Czarny pionek · d7 – Czarny pionek · g7 – Czarny pionek · h7 – Czarny pionek · a5 – Czarny pionek · e5 – Biały pionek · e4 – Biały pionek · a2 – Biały pionek · g2 – Biały pionek · h2 – Biały pionek · a1 – Czarny hetman · b1 – Biały skoczek · h1 – Biały król | a8 – Czarna wieża · c8 – Czarny goniec · d8 – Czarny król · f8 – Biały hetman · g8 – Biały goniec · h8 – Czarna wieża · b7 – Czarny pionek · c7 – Czarny pionek · d7 – Czarny pionek · g7 – Czarny pionek · h7 – Czarny pionek · a5 – Czarny pionek · e5 – Biały pionek · e4 – Biały pionek · a2 – Biały pionek · g2 – Biały pionek · h2 – Biały pionek · a1 – Czarny hetman · b1 – Biały skoczek · h1 – Biały król | a8 – Czarna wieża · c8 – Czarny goniec · d8 – Czarny król · f8 – Biały hetman · g8 – Biały goniec · h8 – Czarna wieża · b7 – Czarny pionek · c7 – Czarny pionek · d7 – Czarny pionek · g7 – Czarny pionek · h7 – Czarny pionek · a5 – Czarny pionek · e5 – Biały pionek · e4 – Biały pionek · a2 – Biały pionek · g2 – Biały pionek · h2 – Biały pionek · a1 – Czarny hetman · b1 – Biały skoczek · h1 – Biały król | a8 – Czarna wieża · c8 – Czarny goniec · d8 – Czarny król · f8 – Biały hetman · g8 – Biały goniec · h8 – Czarna wieża · b7 – Czarny pionek · c7 – Czarny pionek · d7 – Czarny pionek · g7 – Czarny pionek · h7 – Czarny pionek · a5 – Czarny pionek · e5 – Biały pionek · e4 – Biały pionek · a2 – Biały pionek · g2 – Biały pionek · h2 – Biały pionek · a1 – Czarny hetman · b1 – Biały skoczek · h1 – Biały król | a8 – Czarna wieża · c8 – Czarny goniec · d8 – Czarny król · f8 – Biały hetman · g8 – Biały goniec · h8 – Czarna wieża · b7 – Czarny pionek · c7 – Czarny pionek · d7 – Czarny pionek · g7 – Czarny pionek · h7 – Czarny pionek · a5 – Czarny pionek · e5 – Biały pionek · e4 – Biały pionek · a2 – Biały pionek · g2 – Biały pionek · h2 – Biały pionek · a1 – Czarny hetman · b1 – Biały skoczek · h1 – Biały król | 6 |
| 5 | a8 – Czarna wieża · c8 – Czarny goniec · d8 – Czarny król · f8 – Biały hetman · g8 – Biały goniec · h8 – Czarna wieża · b7 – Czarny pionek · c7 – Czarny pionek · d7 – Czarny pionek · g7 – Czarny pionek · h7 – Czarny pionek · a5 – Czarny pionek · e5 – Biały pionek · e4 – Biały pionek · a2 – Biały pionek · g2 – Biały pionek · h2 – Biały pionek · a1 – Czarny hetman · b1 – Biały skoczek · h1 – Biały król | a8 – Czarna wieża · c8 – Czarny goniec · d8 – Czarny król · f8 – Biały hetman · g8 – Biały goniec · h8 – Czarna wieża · b7 – Czarny pionek · c7 – Czarny pionek · d7 – Czarny pionek · g7 – Czarny pionek · h7 – Czarny pionek · a5 – Czarny pionek · e5 – Biały pionek · e4 – Biały pionek · a2 – Biały pionek · g2 – Biały pionek · h2 – Biały pionek · a1 – Czarny hetman · b1 – Biały skoczek · h1 – Biały król | a8 – Czarna wieża · c8 – Czarny goniec · d8 – Czarny król · f8 – Biały hetman · g8 – Biały goniec · h8 – Czarna wieża · b7 – Czarny pionek · c7 – Czarny pionek · d7 – Czarny pionek · g7 – Czarny pionek · h7 – Czarny pionek · a5 – Czarny pionek · e5 – Biały pionek · e4 – Biały pionek · a2 – Biały pionek · g2 – Biały pionek · h2 – Biały pionek · a1 – Czarny hetman · b1 – Biały skoczek · h1 – Biały król | a8 – Czarna wieża · c8 – Czarny goniec · d8 – Czarny król · f8 – Biały hetman · g8 – Biały goniec · h8 – Czarna wieża · b7 – Czarny pionek · c7 – Czarny pionek · d7 – Czarny pionek · g7 – Czarny pionek · h7 – Czarny pionek · a5 – Czarny pionek · e5 – Biały pionek · e4 – Biały pionek · a2 – Biały pionek · g2 – Biały pionek · h2 – Biały pionek · a1 – Czarny hetman · b1 – Biały skoczek · h1 – Biały król | a8 – Czarna wieża · c8 – Czarny goniec · d8 – Czarny król · f8 – Biały hetman · g8 – Biały goniec · h8 – Czarna wieża · b7 – Czarny pionek · c7 – Czarny pionek · d7 – Czarny pionek · g7 – Czarny pionek · h7 – Czarny pionek · a5 – Czarny pionek · e5 – Biały pionek · e4 – Biały pionek · a2 – Biały pionek · g2 – Biały pionek · h2 – Biały pionek · a1 – Czarny hetman · b1 – Biały skoczek · h1 – Biały król | a8 – Czarna wieża · c8 – Czarny goniec · d8 – Czarny król · f8 – Biały hetman · g8 – Biały goniec · h8 – Czarna wieża · b7 – Czarny pionek · c7 – Czarny pionek · d7 – Czarny pionek · g7 – Czarny pionek · h7 – Czarny pionek · a5 – Czarny pionek · e5 – Biały pionek · e4 – Biały pionek · a2 – Biały pionek · g2 – Biały pionek · h2 – Biały pionek · a1 – Czarny hetman · b1 – Biały skoczek · h1 – Biały król | a8 – Czarna wieża · c8 – Czarny goniec · d8 – Czarny król · f8 – Biały hetman · g8 – Biały goniec · h8 – Czarna wieża · b7 – Czarny pionek · c7 – Czarny pionek · d7 – Czarny pionek · g7 – Czarny pionek · h7 – Czarny pionek · a5 – Czarny pionek · e5 – Biały pionek · e4 – Biały pionek · a2 – Biały pionek · g2 – Biały pionek · h2 – Biały pionek · a1 – Czarny hetman · b1 – Biały skoczek · h1 – Biały król | a8 – Czarna wieża · c8 – Czarny goniec · d8 – Czarny król · f8 – Biały hetman · g8 – Biały goniec · h8 – Czarna wieża · b7 – Czarny pionek · c7 – Czarny pionek · d7 – Czarny pionek · g7 – Czarny pionek · h7 – Czarny pionek · a5 – Czarny pionek · e5 – Biały pionek · e4 – Biały pionek · a2 – Biały pionek · g2 – Biały pionek · h2 – Biały pionek · a1 – Czarny hetman · b1 – Biały skoczek · h1 – Biały król | 5 |
| 4 | a8 – Czarna wieża · c8 – Czarny goniec · d8 – Czarny król · f8 – Biały hetman · g8 – Biały goniec · h8 – Czarna wieża · b7 – Czarny pionek · c7 – Czarny pionek · d7 – Czarny pionek · g7 – Czarny pionek · h7 – Czarny pionek · a5 – Czarny pionek · e5 – Biały pionek · e4 – Biały pionek · a2 – Biały pionek · g2 – Biały pionek · h2 – Biały pionek · a1 – Czarny hetman · b1 – Biały skoczek · h1 – Biały król | a8 – Czarna wieża · c8 – Czarny goniec · d8 – Czarny król · f8 – Biały hetman · g8 – Biały goniec · h8 – Czarna wieża · b7 – Czarny pionek · c7 – Czarny pionek · d7 – Czarny pionek · g7 – Czarny pionek · h7 – Czarny pionek · a5 – Czarny pionek · e5 – Biały pionek · e4 – Biały pionek · a2 – Biały pionek · g2 – Biały pionek · h2 – Biały pionek · a1 – Czarny hetman · b1 – Biały skoczek · h1 – Biały król | a8 – Czarna wieża · c8 – Czarny goniec · d8 – Czarny król · f8 – Biały hetman · g8 – Biały goniec · h8 – Czarna wieża · b7 – Czarny pionek · c7 – Czarny pionek · d7 – Czarny pionek · g7 – Czarny pionek · h7 – Czarny pionek · a5 – Czarny pionek · e5 – Biały pionek · e4 – Biały pionek · a2 – Biały pionek · g2 – Biały pionek · h2 – Biały pionek · a1 – Czarny hetman · b1 – Biały skoczek · h1 – Biały król | a8 – Czarna wieża · c8 – Czarny goniec · d8 – Czarny król · f8 – Biały hetman · g8 – Biały goniec · h8 – Czarna wieża · b7 – Czarny pionek · c7 – Czarny pionek · d7 – Czarny pionek · g7 – Czarny pionek · h7 – Czarny pionek · a5 – Czarny pionek · e5 – Biały pionek · e4 – Biały pionek · a2 – Biały pionek · g2 – Biały pionek · h2 – Biały pionek · a1 – Czarny hetman · b1 – Biały skoczek · h1 – Biały król | a8 – Czarna wieża · c8 – Czarny goniec · d8 – Czarny król · f8 – Biały hetman · g8 – Biały goniec · h8 – Czarna wieża · b7 – Czarny pionek · c7 – Czarny pionek · d7 – Czarny pionek · g7 – Czarny pionek · h7 – Czarny pionek · a5 – Czarny pionek · e5 – Biały pionek · e4 – Biały pionek · a2 – Biały pionek · g2 – Biały pionek · h2 – Biały pionek · a1 – Czarny hetman · b1 – Biały skoczek · h1 – Biały król | a8 – Czarna wieża · c8 – Czarny goniec · d8 – Czarny król · f8 – Biały hetman · g8 – Biały goniec · h8 – Czarna wieża · b7 – Czarny pionek · c7 – Czarny pionek · d7 – Czarny pionek · g7 – Czarny pionek · h7 – Czarny pionek · a5 – Czarny pionek · e5 – Biały pionek · e4 – Biały pionek · a2 – Biały pionek · g2 – Biały pionek · h2 – Biały pionek · a1 – Czarny hetman · b1 – Biały skoczek · h1 – Biały król | a8 – Czarna wieża · c8 – Czarny goniec · d8 – Czarny król · f8 – Biały hetman · g8 – Biały goniec · h8 – Czarna wieża · b7 – Czarny pionek · c7 – Czarny pionek · d7 – Czarny pionek · g7 – Czarny pionek · h7 – Czarny pionek · a5 – Czarny pionek · e5 – Biały pionek · e4 – Biały pionek · a2 – Biały pionek · g2 – Biały pionek · h2 – Biały pionek · a1 – Czarny hetman · b1 – Biały skoczek · h1 – Biały król | a8 – Czarna wieża · c8 – Czarny goniec · d8 – Czarny król · f8 – Biały hetman · g8 – Biały goniec · h8 – Czarna wieża · b7 – Czarny pionek · c7 – Czarny pionek · d7 – Czarny pionek · g7 – Czarny pionek · h7 – Czarny pionek · a5 – Czarny pionek · e5 – Biały pionek · e4 – Biały pionek · a2 – Biały pionek · g2 – Biały pionek · h2 – Biały pionek · a1 – Czarny hetman · b1 – Biały skoczek · h1 – Biały król | 4 |
| 3 | a8 – Czarna wieża · c8 – Czarny goniec · d8 – Czarny król · f8 – Biały hetman · g8 – Biały goniec · h8 – Czarna wieża · b7 – Czarny pionek · c7 – Czarny pionek · d7 – Czarny pionek · g7 – Czarny pionek · h7 – Czarny pionek · a5 – Czarny pionek · e5 – Biały pionek · e4 – Biały pionek · a2 – Biały pionek · g2 – Biały pionek · h2 – Biały pionek · a1 – Czarny hetman · b1 – Biały skoczek · h1 – Biały król | a8 – Czarna wieża · c8 – Czarny goniec · d8 – Czarny król · f8 – Biały hetman · g8 – Biały goniec · h8 – Czarna wieża · b7 – Czarny pionek · c7 – Czarny pionek · d7 – Czarny pionek · g7 – Czarny pionek · h7 – Czarny pionek · a5 – Czarny pionek · e5 – Biały pionek · e4 – Biały pionek · a2 – Biały pionek · g2 – Biały pionek · h2 – Biały pionek · a1 – Czarny hetman · b1 – Biały skoczek · h1 – Biały król | a8 – Czarna wieża · c8 – Czarny goniec · d8 – Czarny król · f8 – Biały hetman · g8 – Biały goniec · h8 – Czarna wieża · b7 – Czarny pionek · c7 – Czarny pionek · d7 – Czarny pionek · g7 – Czarny pionek · h7 – Czarny pionek · a5 – Czarny pionek · e5 – Biały pionek · e4 – Biały pionek · a2 – Biały pionek · g2 – Biały pionek · h2 – Biały pionek · a1 – Czarny hetman · b1 – Biały skoczek · h1 – Biały król | a8 – Czarna wieża · c8 – Czarny goniec · d8 – Czarny król · f8 – Biały hetman · g8 – Biały goniec · h8 – Czarna wieża · b7 – Czarny pionek · c7 – Czarny pionek · d7 – Czarny pionek · g7 – Czarny pionek · h7 – Czarny pionek · a5 – Czarny pionek · e5 – Biały pionek · e4 – Biały pionek · a2 – Biały pionek · g2 – Biały pionek · h2 – Biały pionek · a1 – Czarny hetman · b1 – Biały skoczek · h1 – Biały król | a8 – Czarna wieża · c8 – Czarny goniec · d8 – Czarny król · f8 – Biały hetman · g8 – Biały goniec · h8 – Czarna wieża · b7 – Czarny pionek · c7 – Czarny pionek · d7 – Czarny pionek · g7 – Czarny pionek · h7 – Czarny pionek · a5 – Czarny pionek · e5 – Biały pionek · e4 – Biały pionek · a2 – Biały pionek · g2 – Biały pionek · h2 – Biały pionek · a1 – Czarny hetman · b1 – Biały skoczek · h1 – Biały król | a8 – Czarna wieża · c8 – Czarny goniec · d8 – Czarny król · f8 – Biały hetman · g8 – Biały goniec · h8 – Czarna wieża · b7 – Czarny pionek · c7 – Czarny pionek · d7 – Czarny pionek · g7 – Czarny pionek · h7 – Czarny pionek · a5 – Czarny pionek · e5 – Biały pionek · e4 – Biały pionek · a2 – Biały pionek · g2 – Biały pionek · h2 – Biały pionek · a1 – Czarny hetman · b1 – Biały skoczek · h1 – Biały król | a8 – Czarna wieża · c8 – Czarny goniec · d8 – Czarny król · f8 – Biały hetman · g8 – Biały goniec · h8 – Czarna wieża · b7 – Czarny pionek · c7 – Czarny pionek · d7 – Czarny pionek · g7 – Czarny pionek · h7 – Czarny pionek · a5 – Czarny pionek · e5 – Biały pionek · e4 – Biały pionek · a2 – Biały pionek · g2 – Biały pionek · h2 – Biały pionek · a1 – Czarny hetman · b1 – Biały skoczek · h1 – Biały król | a8 – Czarna wieża · c8 – Czarny goniec · d8 – Czarny król · f8 – Biały hetman · g8 – Biały goniec · h8 – Czarna wieża · b7 – Czarny pionek · c7 – Czarny pionek · d7 – Czarny pionek · g7 – Czarny pionek · h7 – Czarny pionek · a5 – Czarny pionek · e5 – Biały pionek · e4 – Biały pionek · a2 – Biały pionek · g2 – Biały pionek · h2 – Biały pionek · a1 – Czarny hetman · b1 – Biały skoczek · h1 – Biały król | 3 |
| 2 | a8 – Czarna wieża · c8 – Czarny goniec · d8 – Czarny król · f8 – Biały hetman · g8 – Biały goniec · h8 – Czarna wieża · b7 – Czarny pionek · c7 – Czarny pionek · d7 – Czarny pionek · g7 – Czarny pionek · h7 – Czarny pionek · a5 – Czarny pionek · e5 – Biały pionek · e4 – Biały pionek · a2 – Biały pionek · g2 – Biały pionek · h2 – Biały pionek · a1 – Czarny hetman · b1 – Biały skoczek · h1 – Biały król | a8 – Czarna wieża · c8 – Czarny goniec · d8 – Czarny król · f8 – Biały hetman · g8 – Biały goniec · h8 – Czarna wieża · b7 – Czarny pionek · c7 – Czarny pionek · d7 – Czarny pionek · g7 – Czarny pionek · h7 – Czarny pionek · a5 – Czarny pionek · e5 – Biały pionek · e4 – Biały pionek · a2 – Biały pionek · g2 – Biały pionek · h2 – Biały pionek · a1 – Czarny hetman · b1 – Biały skoczek · h1 – Biały król | a8 – Czarna wieża · c8 – Czarny goniec · d8 – Czarny król · f8 – Biały hetman · g8 – Biały goniec · h8 – Czarna wieża · b7 – Czarny pionek · c7 – Czarny pionek · d7 – Czarny pionek · g7 – Czarny pionek · h7 – Czarny pionek · a5 – Czarny pionek · e5 – Biały pionek · e4 – Biały pionek · a2 – Biały pionek · g2 – Biały pionek · h2 – Biały pionek · a1 – Czarny hetman · b1 – Biały skoczek · h1 – Biały król | a8 – Czarna wieża · c8 – Czarny goniec · d8 – Czarny król · f8 – Biały hetman · g8 – Biały goniec · h8 – Czarna wieża · b7 – Czarny pionek · c7 – Czarny pionek · d7 – Czarny pionek · g7 – Czarny pionek · h7 – Czarny pionek · a5 – Czarny pionek · e5 – Biały pionek · e4 – Biały pionek · a2 – Biały pionek · g2 – Biały pionek · h2 – Biały pionek · a1 – Czarny hetman · b1 – Biały skoczek · h1 – Biały król | a8 – Czarna wieża · c8 – Czarny goniec · d8 – Czarny król · f8 – Biały hetman · g8 – Biały goniec · h8 – Czarna wieża · b7 – Czarny pionek · c7 – Czarny pionek · d7 – Czarny pionek · g7 – Czarny pionek · h7 – Czarny pionek · a5 – Czarny pionek · e5 – Biały pionek · e4 – Biały pionek · a2 – Biały pionek · g2 – Biały pionek · h2 – Biały pionek · a1 – Czarny hetman · b1 – Biały skoczek · h1 – Biały król | a8 – Czarna wieża · c8 – Czarny goniec · d8 – Czarny król · f8 – Biały hetman · g8 – Biały goniec · h8 – Czarna wieża · b7 – Czarny pionek · c7 – Czarny pionek · d7 – Czarny pionek · g7 – Czarny pionek · h7 – Czarny pionek · a5 – Czarny pionek · e5 – Biały pionek · e4 – Biały pionek · a2 – Biały pionek · g2 – Biały pionek · h2 – Biały pionek · a1 – Czarny hetman · b1 – Biały skoczek · h1 – Biały król | a8 – Czarna wieża · c8 – Czarny goniec · d8 – Czarny król · f8 – Biały hetman · g8 – Biały goniec · h8 – Czarna wieża · b7 – Czarny pionek · c7 – Czarny pionek · d7 – Czarny pionek · g7 – Czarny pionek · h7 – Czarny pionek · a5 – Czarny pionek · e5 – Biały pionek · e4 – Biały pionek · a2 – Biały pionek · g2 – Biały pionek · h2 – Biały pionek · a1 – Czarny hetman · b1 – Biały skoczek · h1 – Biały król | a8 – Czarna wieża · c8 – Czarny goniec · d8 – Czarny król · f8 – Biały hetman · g8 – Biały goniec · h8 – Czarna wieża · b7 – Czarny pionek · c7 – Czarny pionek · d7 – Czarny pionek · g7 – Czarny pionek · h7 – Czarny pionek · a5 – Czarny pionek · e5 – Biały pionek · e4 – Biały pionek · a2 – Biały pionek · g2 – Biały pionek · h2 – Biały pionek · a1 – Czarny hetman · b1 – Biały skoczek · h1 – Biały król | 2 |
| 1 | a8 – Czarna wieża · c8 – Czarny goniec · d8 – Czarny król · f8 – Biały hetman · g8 – Biały goniec · h8 – Czarna wieża · b7 – Czarny pionek · c7 – Czarny pionek · d7 – Czarny pionek · g7 – Czarny pionek · h7 – Czarny pionek · a5 – Czarny pionek · e5 – Biały pionek · e4 – Biały pionek · a2 – Biały pionek · g2 – Biały pionek · h2 – Biały pionek · a1 – Czarny hetman · b1 – Biały skoczek · h1 – Biały król | a8 – Czarna wieża · c8 – Czarny goniec · d8 – Czarny król · f8 – Biały hetman · g8 – Biały goniec · h8 – Czarna wieża · b7 – Czarny pionek · c7 – Czarny pionek · d7 – Czarny pionek · g7 – Czarny pionek · h7 – Czarny pionek · a5 – Czarny pionek · e5 – Biały pionek · e4 – Biały pionek · a2 – Biały pionek · g2 – Biały pionek · h2 – Biały pionek · a1 – Czarny hetman · b1 – Biały skoczek · h1 – Biały król | a8 – Czarna wieża · c8 – Czarny goniec · d8 – Czarny król · f8 – Biały hetman · g8 – Biały goniec · h8 – Czarna wieża · b7 – Czarny pionek · c7 – Czarny pionek · d7 – Czarny pionek · g7 – Czarny pionek · h7 – Czarny pionek · a5 – Czarny pionek · e5 – Biały pionek · e4 – Biały pionek · a2 – Biały pionek · g2 – Biały pionek · h2 – Biały pionek · a1 – Czarny hetman · b1 – Biały skoczek · h1 – Biały król | a8 – Czarna wieża · c8 – Czarny goniec · d8 – Czarny król · f8 – Biały hetman · g8 – Biały goniec · h8 – Czarna wieża · b7 – Czarny pionek · c7 – Czarny pionek · d7 – Czarny pionek · g7 – Czarny pionek · h7 – Czarny pionek · a5 – Czarny pionek · e5 – Biały pionek · e4 – Biały pionek · a2 – Biały pionek · g2 – Biały pionek · h2 – Biały pionek · a1 – Czarny hetman · b1 – Biały skoczek · h1 – Biały król | a8 – Czarna wieża · c8 – Czarny goniec · d8 – Czarny król · f8 – Biały hetman · g8 – Biały goniec · h8 – Czarna wieża · b7 – Czarny pionek · c7 – Czarny pionek · d7 – Czarny pionek · g7 – Czarny pionek · h7 – Czarny pionek · a5 – Czarny pionek · e5 – Biały pionek · e4 – Biały pionek · a2 – Biały pionek · g2 – Biały pionek · h2 – Biały pionek · a1 – Czarny hetman · b1 – Biały skoczek · h1 – Biały król | a8 – Czarna wieża · c8 – Czarny goniec · d8 – Czarny król · f8 – Biały hetman · g8 – Biały goniec · h8 – Czarna wieża · b7 – Czarny pionek · c7 – Czarny pionek · d7 – Czarny pionek · g7 – Czarny pionek · h7 – Czarny pionek · a5 – Czarny pionek · e5 – Biały pionek · e4 – Biały pionek · a2 – Biały pionek · g2 – Biały pionek · h2 – Biały pionek · a1 – Czarny hetman · b1 – Biały skoczek · h1 – Biały król | a8 – Czarna wieża · c8 – Czarny goniec · d8 – Czarny król · f8 – Biały hetman · g8 – Biały goniec · h8 – Czarna wieża · b7 – Czarny pionek · c7 – Czarny pionek · d7 – Czarny pionek · g7 – Czarny pionek · h7 – Czarny pionek · a5 – Czarny pionek · e5 – Biały pionek · e4 – Biały pionek · a2 – Biały pionek · g2 – Biały pionek · h2 – Biały pionek · a1 – Czarny hetman · b1 – Biały skoczek · h1 – Biały król | a8 – Czarna wieża · c8 – Czarny goniec · d8 – Czarny król · f8 – Biały hetman · g8 – Biały goniec · h8 – Czarna wieża · b7 – Czarny pionek · c7 – Czarny pionek · d7 – Czarny pionek · g7 – Czarny pionek · h7 – Czarny pionek · a5 – Czarny pionek · e5 – Biały pionek · e4 – Biały pionek · a2 – Biały pionek · g2 – Biały pionek · h2 – Biały pionek · a1 – Czarny hetman · b1 – Biały skoczek · h1 – Biały król | 1 |
|   | a | b | c | d | e | f | g | h |   |

Napoleonowi przypisuje się trzy oficjalnie znane partie szachowe. Mistrz Francji w szachach Nicolas Giffard, napisał o znaczącej różnicy w poziomie myślenia szachowego między partiami z 1809 i 1820 roku. Jeden prezentuje poziom amatorski, drugi świadczy o wybitnych umiejętnościach. Przynależność tych partii do cesarza jest kwestionowana, gdyż zostały opublikowane po jego śmierci. Rosyjski historyk Andriej Iwanow stwierdził że zachowały się zapisy dwóch partii Napoleona z Claire Élisabeth de Vergennes, granych odpowiednio w Paryżu i Malmaison, oraz partii z generałem Bertrandem na Wyspie Świętej Heleny – Napoleon miał wygrać wszystkie trzy. Uznany brytyjski autorytet w dziedzinie historii szachów Harold James Ruthven Murray był niekonsekwentny w ocenie autentyczności tych partii, gdyż początkowo odrzucił wiarygodność gry przeciwko generałowi Bertrandowi i wątpił w przypisanie pozostałych dwóch Napoleonowi. Później rozpoznał autentyczną grę cesarza z automatem szachowym.

### Napoleon – de Vergennes
Przeważa pogląd, że dwie partie z Claire Élisabeth de Vergennes rozegrane w roku 1804, to tak naprawdę jedna i ta sama partia. Gra ta została opublikowana po raz pierwszy we francuskim magazynie „Le Palamède”. W artykule stwierdzono, że Napoleon grał w szachy w wiejskim zamku Malmaison z jedną z dam dworu. Claire Élisabeth de Vergennes rzeczywiście wspomina w swoich pamiętnikach, że grała w szachy z Pierwszym Konsulem, ale nie podaje tekstu rozegranej partii. 

1. Cc3 e5 2. Cf3 d6 3. e4 f5 4. h3 Fxe4 5. Cxе4 Cc6 6. Cfg5 d5 7. Dh5+ g6 8. Df3 Ch6 9. Cf6+ Re7 10. Cxd5+ Rxd6 11. Ce4+ Rxd5 12. Fc4+ Rxc4 13. Db3+ Rd4 14. Dd3≠.

### Napoleon – Mechaniczny Turek
Drugą partię rozegrał w 1809 roku w Pałacu Schönbrunn w Wiedniu przeciwko Mechanicznemu Turkowi – szachowemu „automatowi” konstrukcji Wolfganga von Kempelena. Wewnątrz „automatu” siedział Johann Baptist Allgaier, jeden z najlepszych wiedeńskich szachistów tamtych czasów. Podczas tego pojedynku cesarz miał użyć nieregularnego otwarcia szachowego znanego współcześnie jako debiut Napoleona. Bonaparte przypuścił źle przygotowany atak na wrogiego króla, który doprowadził do klęski cesarza.

Według innej legendy, po raz pierwszy odnotowanej przez kamerdynera Napoleona, Louisa Constanta Wairy, Bonaparte, którego pozycja była już stracona, wykonał ruch niedozwolony przez reguły. Mechaniczny Turek poprawił błąd i wykonał ruch. Napoleon ponownie złamał zasady. „Automat” ponownie skorygował ruch przeciwnika. Cesarz ponownie złamał zasady, po czym Mechaniczny Turek zrzucił bierkę ze stołu. Napoleon był zadowolony, że wyprowadził „automat” z równowagi. Wiarygodność książki Wairy od dawna jest kwestionowana przez historyków, którzy postrzegają ją nie jako źródło historyczne, ale jako powieść przygodową. Również opowieść o tym wydarzeniu zawarta jest we wspomnieniach hrabiego Eugena Karla Czernina von und zu Chudenitza, opublikowanych w 1909 roku w Hamburgu, który zaczął prowadzić swoje codzienne notatki w wieku dziewięciu lat, a w roku 1809 miał lat trzynaście. 

1. e4 e5 2. Df3 Cc6 3. Fc4 Cf6 4. Ce2 Fc5 5. a3 d6 6. OO Fg4 7. Dd3 Ch5 8. h3 Fxe2 9. Dxe2 Cf4 10. De1 Cd4 11. Fb3 Cxh3 12. Rh2 Df4 13. g3 Cf3+ 14. Rg2 Cxe1+ 15. Txe1 Dg4 16. d3 Fxf2 17. Th1 Dxg3+ 18. Rf1 Fd4 19. Re2 Dg2+ 20. Rd1 Dxh1+ 21. Rd2 Dg2+ 22. Re1 Cg1 23. Cc3 Fxc3+ 24. bxc3 De2≠.

### Napoleon – Bertrand
W 1860 roku w Anglii opublikowano esej literacki kapitana Hugh Alexandra Kennedy’ego, znanego szachisty, uczestnika pierwszego międzynarodowego turnieju w Londynie w 1851 roku, gdzie zacytował wypowiedź, jakoby Napoleon grał w szachy na Wyspie Świętej Heleny. Ze wspomnień współczesnych wiadomo, że Napoleon często tam w nie grał. Partia została rzekomo rozegrana w 1820 roku przeciwko generałowi Bertrandowi. Jest to najciekawsza gra z punktu widzenia teorii szachów, gdyż świadczy o dobrej znajomości partii szkockiej. Generał Bertrand nie mógł potwierdzić wiarygodności pojedynku, gdyż zmarł w roku 1844. 

1. e4 e5 2. Cf3 Cc6 3. d4 Cxd4 4. Cxd4 exd4 5. Fc4 Fc5 6. c3 De7 7. OO De5 8. f4 Dxc3+ 9. Rh1 Cxb2 10. Fxf7+ Rd8 11. fxe5 Bxa1D 12. Fxg8 Fe7 13. Db3 a5 14. Tf8+ Fxf8 15. Fg5+ Fe7 16. Fxe7+ Rxe7 17. Df7+ Rd8 18. Df8≠.

## Galeria

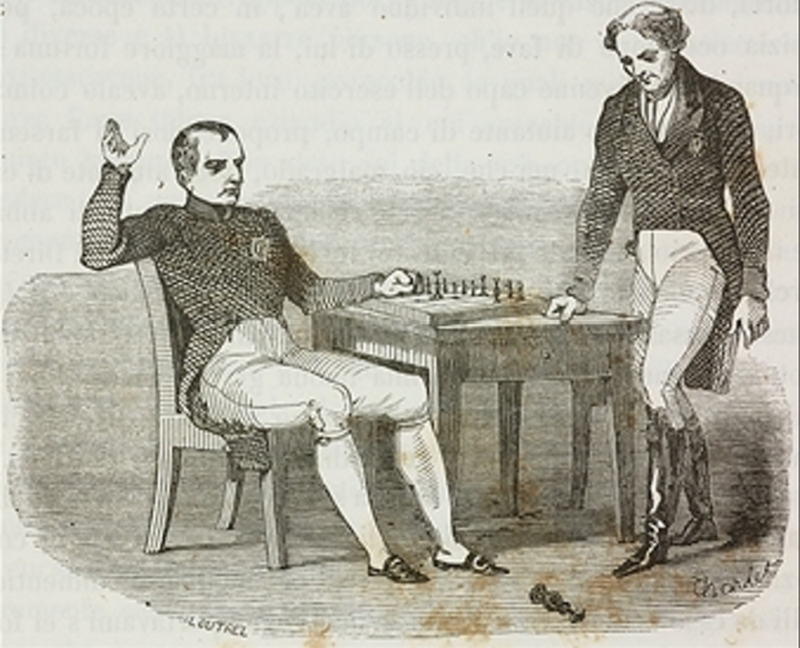
Nicolas-Toussaint Charlet. Ilustracja do książki „Memoriał św. Heleny”, 1842
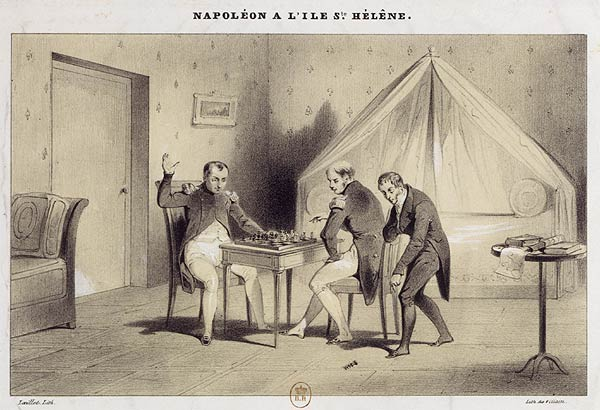
Nieznany artysta z początku XIX wieku. Napoleon grający w szachy na Wyspie Świętej Heleny, 1816
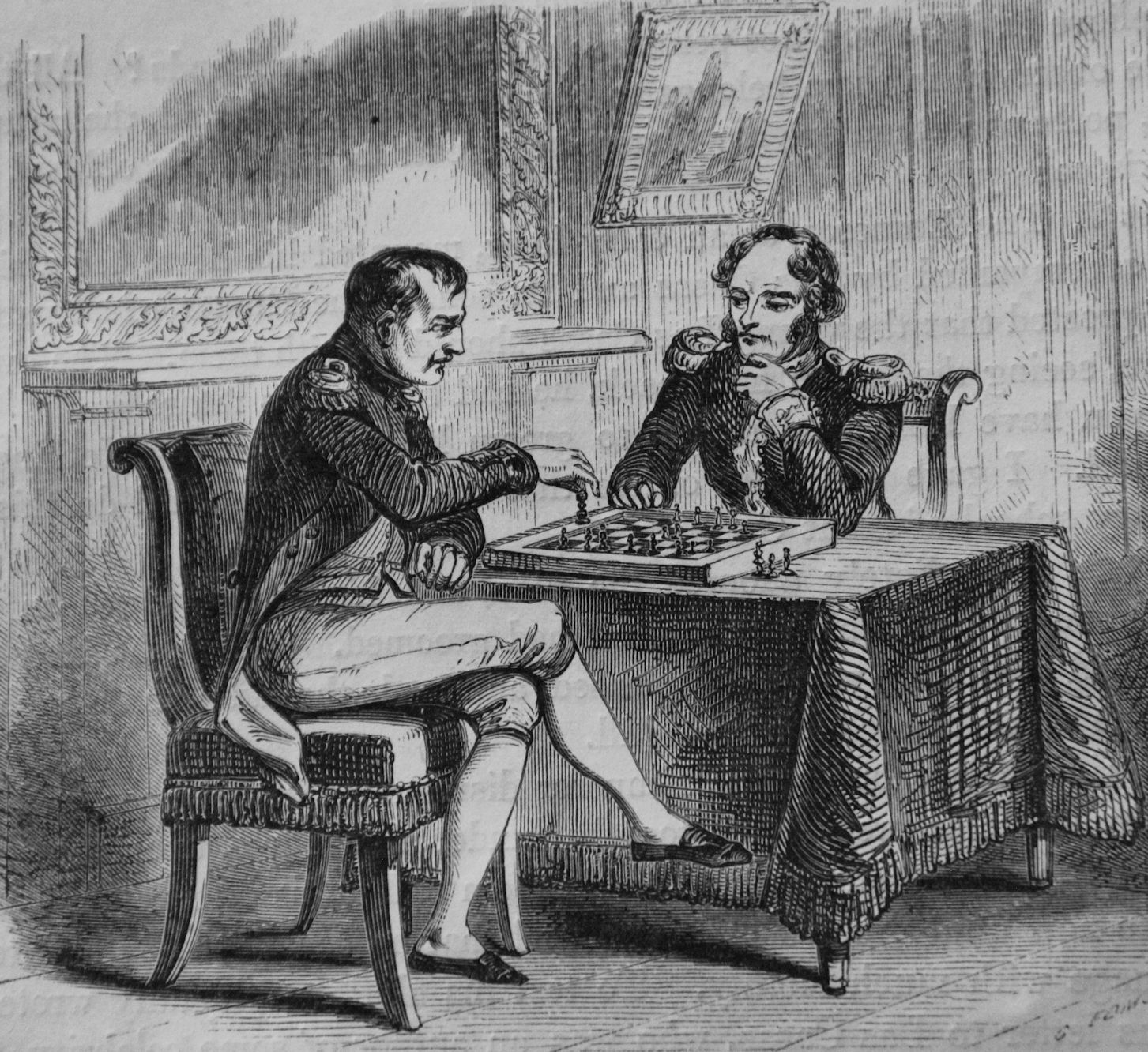
Nieznany artysta z XIX wieku. Napoleon grający w szachy na Świętej Helenie
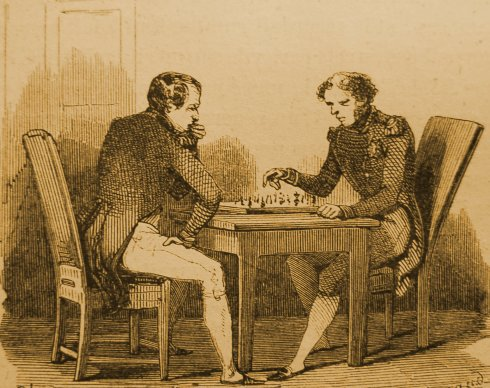
Nieznany artysta z XIX wieku. Napoleon gra w szachy przeciwko generałowi Bertrandowi na Wyspie Świętej Heleny
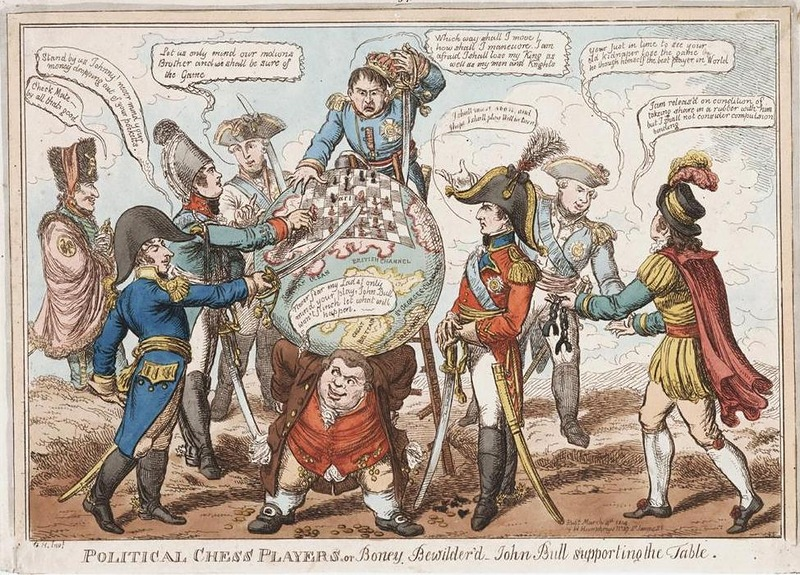
George Humphrey. Polityczni szachiści, czyli Napoleon Bonaparte grający w szachy, na kuli ziemskiej trzymanej przez Johna Bulla, 1814
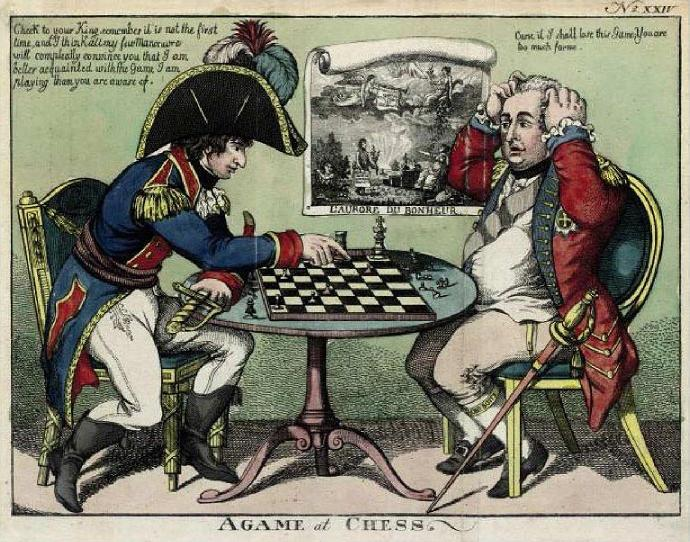
Charles Williams. Napoleon gra w szachy z generałem Cornwallisem
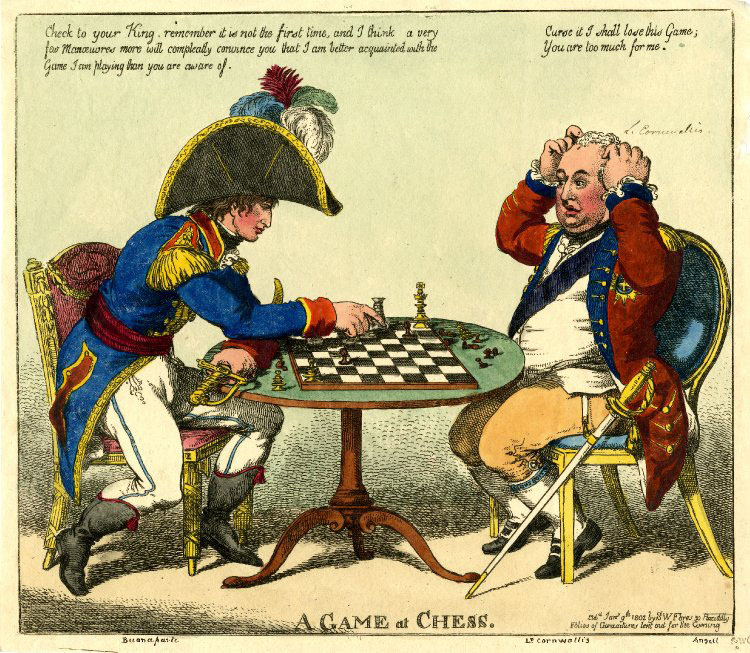
Charles Williams. Napoleon gra w szachy z generałem Cornwallisem (inna wersja karykatury)